# ハロー!プロジェクトの作品・出演一覧
ハロー!プロジェクトの作品・出演一覧（ハロープロジェクトのさくひん・しゅつえんいちらん）は、ハロー!プロジェクトの作品・出演に関する一覧記事。
VHS・DVD・Blu-ray等の映像作品については、「ハロー!プロジェクトの映像作品一覧」を参照。
ハロー!プロジェクトに所属する各グループ、ユニット、個人の作品・出演についてはそれぞれの項目を参照。
「モーニング娘。の作品・出演一覧」「℃-uteの作品・出演一覧」「アンジュルムの作品・出演一覧」「ハロプロ研修生の作品・出演一覧」は独立項目となっている。

## 音楽
多くの楽曲を音楽プロデューサー（2014年10月以前は総合プロデューサー）であるつんく♂が作詞・作曲している。

### シングル

#### シャッフルユニット
2000年から2005年にかけて、ハロー!プロジェクトの様々なメンバーを組み合わせた企画ユニットとしてCDを発売。

#### その他（シングル）
- 愛のメリークリスマス（五木・孝雄+ハロー!プロジェクト聖歌隊。、2002年11月27日）
  - c/w：旅立つ君に（五木ひろし with 中澤裕子&藤本美貴）
- LALALA 幸せの歌 - ハロプロワンダフルオールスターズにより『第58回NHK紅白歌合戦』で披露された。2007年12月下旬から携帯電話へのダウンロード配信を実施。2008年2月27日、℃-uteの4thシングルとして発売され、同年12月10日発売の『プッチベスト9』には「ハロプロワンダフルオールスターズVer.」が収録されている。
- 負けるな わっしょい!（ベキマス名義、2011年8月6日、コンサート限定発売。2011年12月21日一般発売）
- ブスにならない哲学（ハロー!プロジェクト モベキマス名義、2011年11月16日）
- YEAH YEAH YEAH/憧れのStress-free/花、闌の時（ハロプロ・オールスターズ名義、2018年9月26日発売）
- カモン・ミックス!（GOODM!X名義、配信限定、2024年2月14日）[1] - つぶグミ（春日井製菓）とハロー!プロジェクトのコラボレーション・ユニット[注 1]

### アルバム

#### プッチベストシリーズ（アルバム）
ハロー!プロジェクトの各メンバーが発売した曲を集めたオムニバスアルバム。シングルCDとしてリリースされていない楽曲も収録。

#### 童謡ポップスシリーズ（アルバム）
ハロー!プロジェクトのメンバーが歌う童謡を集めたオムニバスアルバム。既存の曲以外にもつんく♂が監修したオリジナル童謡ポップスも発売されている。

#### フォークソングシリーズ
ハロー!プロジェクトのメンバーや市井紗耶香が歌うフォークソングのカバーアルバム。シャ乱Qのたいせーがプロデュースしている。

#### メガベストシリーズ
ハロー!プロジェクト誕生10周年を記念し、2008年12月10日、所属した8組のグループ、ユニット、ソロアーティストのベスト・アルバムが一斉発売された。

#### ハロー!プロジェクトの全曲から集めちゃいました!
2014年と2021年、タワーレコード限定で発売されたコンピレーション・アルバム。全7タイトルで、選曲は「アイドル三十六房」（南波一海、嶺脇育夫）、吉田豪、掟ポルシェ、小出祐介 (Base Ball Bear)、tofubeats、女子ミュージシャン（大森靖子、津野米咲（赤い公園）、ユリナ（住所不定無職））、劔樹人が担当。

#### その他（アルバム）
- Together! -タンポポ・プッチ・ミニ・ゆうこ-（2001年4月18日） - 『プッチベスト』同様のオムニバス盤。
- ハワイ限定版 ハロー!プロジェクトベストアルバム
- 『リボンの騎士 ザ・ミュージカル』ソング・セレクション（2006年7月26日）
- チャンブル①〜ハッピーマリッジソングカバー集〜（2009年7月15日）

### 配信限定
- ハロカバ - 2010年から2011年までの企画。ハロプロの既存曲をハロプロメンバーがカバー。

#### 企画楽曲
2017年7月以降、楽曲リリース方法の変更に伴い開始。ソロやユニット、ハロプロOGとの組み合わせなど、各グループを越えた思いがけない企画を考えながら楽曲製作をする。
- Miss変換!!（工藤遥&佐藤優樹 (モーニング娘。'17)、2017年5月19日）
- いのうえのうた（井上玲音 (こぶしファクトリー)、井上ひかる (ハロプロ研修生)、2017年6月30日）
- おバカねこと おバカねこバカのうた （飯窪春菜 (モーニング娘。'17)、金澤朋子 (Juice=Juice)、2017年7月14日）
- ミンミンロケンロー!（船木結(アンジュルム/カントリー・ガールズ）、横山玲奈 (モーニング娘。'17)、2017年7月28日）
- 誤爆〜We Can't Go Back〜（一岡伶奈、段原瑠々、川村文乃、高瀬くるみ、清野桃々姫、2017年8月11日）[3]
- 雑煮でケンカしてんじゃねーよ（宮崎由加 (Juice=Juice)、牧野真莉愛 (モーニング娘。'17)、川村文乃 (アンジュルム）、2017年12月22日）[4]
- 恋する!さかなヘン（矢島舞美、中島早貴、高木紗友希 (Juice=Juice)、岡田万里奈 (LoVendoЯ)、岸本ゆめの (つばきファクトリー)、2019年3月30日）[5]

## メディア

### テレビ

#### レギュラー・準レギュラー番組

##### 放送中
- ハロドリ。（テレビ東京、BSテレ東他）
  - 無印（2020年4月6日 - 2023年3月27日）
  - HELLO!PROJECT 25YEARS（2023年4月3日 - 12月26日）
  - 無印2期（2024年1月9日 - 6月25日）
  - -MUSIC-（2024年7月9日 - ）
- キタに恋した!（2023年4月15日 - 、HBC）
- ハロプロダンス学園（2019年3月21日 - 、ダンスチャンネルby エンタメ〜テレ）[注 2]

##### 過去の放送
- ASAYAN（1995年10月1日 - 2002年3月24日、テレビ東京系）
- 太陽娘と海（1998年4月7日 - 6月30日、テレビ東京）
- フライデーナイトはお願い!モーニング（2000年4月7日 - 2001年9月29日、日本テレビ系〈制作：テレビ岩手〉）
- アイドルをさがせ!（1999年1月5日 - 2002年3月26日、テレビ東京系）
- ハロー!モーニング。（2000年4月9日 - 2007年4月1日、テレビ東京系）
- 2000シドニー五輪女子バレー最終予選（2000年6月17日 - 25日、TBS系） - 同時期にミニ番組「モー娘。のバレーナビ」などを放送
- MUSIX!（2000年12月3日 - 2003年3月18日、テレビ東京系）
- モー。たいへんでした（2001年4月12日 - 2002年3月14日、日本テレビ系）
- ハローランド（2002年4月 - 2003年3月26日、フジテレビ系）
- ティンティンTOWN!（2002年7月5日 - 2004年3月26日、日本テレビ系）
- メディア見たもん勝ち!ゼルマ（2004年4月3日 - 9月25日、フジテレビ） - ハロー!プロジェクトのメンバーが週替わりで出演
- エンタ!見たもん勝ち（2004年10月2日 - 11月27日・2005年2月12日 - 3月19日、フジテレビ） - メディア見たもん勝ち!ゼルマの枠変更リニューアル番組
- 新春ワイド時代劇（テレビ東京）

毎年1月2日に14時から24時までの10時間、テレビ東京系列で放送している正月恒例の特別番組である。2002年から2006年までハロー!プロジェクトから1人ずつ出演していた。
- 壬生義士伝〜新撰組でいちばん強かった男（2002年1月2日） - 安倍なつみ（新撰組隊士・吉村貫一郎の妻・しづの少女時代役）
- 忠臣蔵 決断の時（2003年1月2日） - 松浦亜弥（大石主税の許婚小波役）
- 竜馬がゆく（2004年1月2日） - 藤本美貴（坂本竜馬の姪役）
- 国盗り物語（2005年1月2日） - 石川梨華（明智光秀の娘・細川ガラシャ（お玉）役）
- 天下騒乱〜徳川三代の陰謀（2006年1月2日） - 高橋愛（徳川家光の妹・徳川和子（まさこ）役）

- テレビ東京系帯番組・ミニ番組 シリーズ（平日17時55分 - 18時00分）
  - モーニング娘。のへそ（2000年1月4日 - 9月29日）
  - ハローキッズ（2002年4月2日 - 2004年3月26日）
- 2006世界バレーボール選手権日本大会（TBS系・BS-iで中継）
  - オフィシャルサポーター（WaT×ハロー!プロジェクト）として出演
- ハロモニ@（2007年4月8日 - 2008年9月28日、テレビ東京系）
- 美女放談（2009年4月2日 - 2010年3月25日、テレビ東京・テレビ大阪）
- 美女学（2010年4月1日 - 2011年4月14日、テレビ東京・テレビ大阪→BSジャパン・びわ湖放送・TVQ九州放送）
- ハロプロ!TIME（2011年4月21日 - 2012年5月31日、テレビ東京・BSジャパン・びわ湖放送・TVQ九州放送）
- 数学♥女子学園（2012年1月11日 - 3月28日、日本テレビ他）
- GirlsNews〜ハロプロ（2012年3月 - 2013年9月、Pigoo HD・BSスカパー!）
- ハロー!SATOYAMAライフ（2012年6月7日 - 2013年12月26日、テレビ東京・BSジャパン・びわ湖放送）
- S-cene（2016年3月 - 2017年6月、ひかりTV・スペースシャワーTVプラス）
- The Girls Live（2014年1月9日 - 2019年3月25日、テレビ東京・BSジャパン→BSテレ東・びわ湖放送・TVQ九州放送）
- AI・DOLプロジェクト（2019年4月1日 - 2020年3月30日、テレビ東京・BSテレ東他）
- ハロプロのお仕事チャレンジ!（ひかりTVチャンネル+）
  - 無印（1）（2019年4月27日 - 7月20日）
  - 2（2020年2月13日 - 5月7日）
  - 3への道 ～緊急企画会議～（2020年8月6日・13日）
- ハロプロ紅白対抗 ザ☆バトル（ひかりTVチャンネル+）
  - 2019（2019年10月24日 - 11月28日）
  - 2020（2020年7月23日・30日）
- ハロプロ!TOKYO散歩（2019年8月28日 - 2020年3月25日、BSスカパー!・スペースシャワーTVプラス）[注 3]
  - ハロプロ!TOKYO散歩season2 （2020年8月26日 - 2021年4月4日、スペースシャワーTVプラス）[6]
- 未来の日本代表を全力応援! GO!GO!アスリート学園（2020年9月13日 - 10月11日、TOKYO MX）
- ハロプロのコラボNIGHT!（2020年11月12日 - 12月17日、ひかりTVチャンネル+）
- Hello! Project presents...「Premier seat」（2020年10月30日 - 2021年3月26日、ひかりTVチャンネル+）
- 真夜中にハロー!（2022年1月13日 - 3月17日、テレビ東京系）[7]
- ハロプロダンスアカデミー（2023年1月11日 - 3月29日、CSダンスチャンネル・メ〜テレ）
- ハロプロ!スクール・オブ・ルーキーズ（2024年5月26日、テレ朝チャンネル1）[8]
- ハロプロ!スクールオブルーキーズⅡ～ひなフェス2025直前スペシャル～（2025年3月28日、テレ朝チャンネル1）

#### 特別番組
- Hello!Project presents…「ソロフェス!」（2020年7月4日、テレ朝チャンネル1・BSスカパー!）
- Hello!Project presents…「ソロフェス!」舞台裏密着特番（2020年7月20日、BSスカパー!・テレ朝チャンネル1）[注 4]
- ハロプロ・ライブ実況!（2020年7月19日・8月16日、ひかりTVチャンネル+）
- Hello! Project presents「ソロフェス!2」（2021年8月16日、テレ朝チャンネル1）
- Hello! Project presents「ソロフェス!2」舞台裏密着特番（2021年9月、テレ朝チャンネル1）
- 「FULL CHORUS～音楽は、フルコーラス～」一夜限りの大復活スペシャル!（2022年10月28日、BSスカパー!）[9] - VTR出演

#### テレビ東京系深夜・ミニ帯番組シリーズ
テレビ東京系で月曜日 - 金曜日深夜に通常午前0時53分から7分間（2005年4月1日までは午前0時50分から10分間）放送された番組群である。同時間帯は2000年10月から一貫してハロー!プロジェクトメンバーを中心とする番組を放送していたが、2009年3月で終了となった。3ヶ月以上1つの番組が継続する場合には1クール毎に放送内容をリニューアルしていた。
これらの番組には、加藤紀子や菊池亜衣などのハロー!プロジェクトに所属していないアップフロント系事務所所属のタレントや吉本興業所属芸人なども出演し、ファンクラブ限定のものも含めて大部分が映像商品(VHS/DVD)化されている。エンディングにはハロー!プロジェクトの曲のプロモーションビデオが流されている。
1. 少女日記（2000年10月2日 - 2001年3月30日）
  - 松浦亜弥主演ドラマ「美・少女日記」（2000年放送分）
  - 松浦亜弥主演ドラマ「美・少女日記2」（2001年放送分）
  - モーニング娘。の今日のタメゴト
2. 美少女教育（2001年4月2日 - 9月28日）
  - メインコーナー
    - パート1：教養を身につける講義形式
    - パート2：ネイルアート、ストーカー対策、ゴルフ、スキューバダイビングに挑戦

  - アヤカのとつげき英会話
3. 新・美少女日記（2001年10月1日 - 2002年3月29日）
  - 藤本美貴主演ドラマ「新・美少女日記」（2001年放送分）
  - 藤本美貴主演ドラマ「新・美少女日記」イタリア編（2002年放送分）
  - モーニング娘。のゴナゴト
4. 美少女教育II（2002年4月1日 - 9月27日）
  - メインコーナー
    - パート1：当時の時事・流行を取り上げたトーク形式
    - パート2：「右脳勉強会」と称したクイズ形式

  - アヤカのとつげき英会話
5. 美少女日記III（2002年9月30日 - 2003年3月28日）
  - ことミック大辞典（2002年放送分）
  - 湘南瓦屋根物語（同上）
  - 燃えろ!マナー部（2003年放送分）
  - リトルホスピタル（同上）
6. セクシー女塾（2003年3月31日 - 9月26日）
7. それゆけ!ゴロッキーズ（2003年9月29日 - 12月26日）
8. よろしく!センパイ（2004年1月5日 - 4月2日）
9. 二人ゴト（2004年4月5日 - 10月1日）
  - 1st Season「○○とあなた」
  - 2nd Season「a close friend」
10. 魔女っ娘。梨華ちゃんのマジカル美勇伝（2004年10月4日 - 12月24日）
11. 娘。ドキュメント2005（2005年1月5日 - 4月1日）
12. 娘DOKYU!（2005年4月4日 - 2006年9月29日）
13. 歌ドキッ! 〜ポップクラシックス〜（2006年10月2日 - 2008年3月28日）
14. ベリキュー!（2008年3月31日 - 10月3日）
15. よろセン!（2008年10月6日 - 2009年3月27日）

#### NHK紅白歌合戦
1998年の第49回から2007年の第58回まで、『NHK紅白歌合戦』に10回連続で出場していた。通常の曲ではなく、紅白用に製作されたメドレーを歌う事が多く、スペシャルユニットの形で出場する事も多い。出場歌手以外のハロプロメンバーがバックダンサーを務める事がある。ゲームなどの企画コーナーへの出演も多い。常に18歳未満のメンバーがいる事もあって出番はすべて第1部だが、2001年の第52回以降、18歳以上のメンバーは第2部にも姿を見せている。
- 第49回NHK紅白歌合戦（1998年）
  - モーニング娘。（初登場）「抱いてHOLD ON ME!」 - ハロー!プロジェクトとして初出場
- 第50回NHK紅白歌合戦（1999年）
  - モーニング娘。（2回目）「LOVEマシーン」
- 第51回NHK紅白歌合戦（2000年）
  - モーニング娘。（3回目）「ハッピーサマーウェディング大晦日スペシャル」 - 「ハッピーサマーウェディング」→「LOVEマシーン」→「恋愛レボリューション21」→「I WISH」のメドレー
- 第52回NHK紅白歌合戦（2001年）
  - 松浦亜弥（初登場）「LOVE涙色」
  - モーニング娘。（4回目）「Mr.Moonlight 〜愛こそがザ☆ピース!〜」 - 「Mr.Moonlight 〜愛のビッグバンド〜」（前半部分）→「ザ☆ピ〜ス!」→「Mr.Moonlight 〜愛のビッグバンド〜」（後半部分）のメドレー
  - ハムちゃんずとミニハムず（の着ぐるみ）が登場し、モーニング娘。と共に「ハム太郎とっとこうた」を歌った。
- 第53回NHK紅白歌合戦（2002年）
  - 藤本美貴（初登場）「ロマンティック 浮かれモード」 - モーニング娘。の4・5期メンバーがバックダンサーを務めた。
  - 松浦亜弥（2回目）「Yeah!めっちゃホリディ」
  - モーニング娘。（5回目）「ここにいるぜぇ! そうだ! We're ALIVE 2002 Ver.」 - 「ここにいるぜぇ!」（前半部分）→そうだ! We're ALIVE→ここにいるぜぇ!（後半部分）のメドレー
- 第54回NHK紅白歌合戦（2003年）
  - モーニング娘。（6回目）「Go Girl 〜恋のヴィクトリー〜」
  - 松浦亜弥（3回目）「ね〜え?」
  - 後藤真希（初登場）「オリビアを聴きながら」
- 第55回NHK紅白歌合戦（2004年）
  - モーニング娘。（7回目）・W（初登場）「2004年 愛・涙・キッス 紅白スペシャル」 - モーニング娘。「愛あらばIT'S ALL RIGHT」（前半部分）→モーニング娘「涙が止まらない放課後」→W「ロボキッス」→モーニング娘「愛あらば IT'S ALL RIGHT!」（後半部分）のメドレー
  - 後藤真希（2回目）&松浦亜弥（4回目）「冬の童謡〜メリークリスマス&ハッピーニュー2005年〜」 - 「ママがサンタにキッスした」→「風も雪も友達だ」→松浦亜弥「奇跡の香りのダンス」→後藤真希「手を握って歩きたい」→「お正月」のメドレー

- 初出場を予定していたユニット「後浦なつみ」のメンバーである安倍なつみが出場を辞退したため、後藤真希&松浦亜弥というユニットとして出場した。

- 第56回NHK紅白歌合戦（2005年）
  - 松浦亜弥（5回目）&DEF.DIVA（初登場）、モーニング娘。（8回目）「気がつけば♪好きすぎて♪盛り上がって♪LOVEマシーン!」 - 松浦亜弥「気がつけば あなた」→DEF.DIVA「好きすぎて バカみたい」→モーニング娘。「LOVEマシーン」のメドレー形式。

- モーニング娘。は、卒業メンバーも含めた19人のドリームチームで参加。紅白の出場者の1組の人数としては過去最高となる。
- 「LOVEマシーン」はスキウタ〜紅白みんなでアンケート〜で紅組1位の曲となっている。後藤真希が紅白別名義初出場史上最多記録タイ（3回・女性としては最多）を達成した。

- 第57回NHK紅白歌合戦（2006年）
  - GAM（初登場）&モーニング娘。（9回目）「Thanks!歩いてる2006 Ambitiousバージョン」 - モーニング娘。「Ambitious! 野心的でいいじゃん」→GAM「Thanks!」→モーニング娘。「歩いてる」のメドレー。

- 松浦亜弥と藤本美貴は、後藤真希と並び、紅白別名義初出場史上最多タイ記録を達成。
- Berryz工房、℃-ute及びカントリー娘。がバックダンサーとして出演した。

- 第58回NHK紅白歌合戦（2007年）
  - モーニング娘。（10回目）&Berryz工房（初登場）&℃-ute（同）（「ハロー!プロジェクト10周年記念紅白スペシャル隊」として）「Special LOVE Mix 〜幸せの平成20周年 Ver.〜」 - モーニング娘。「LOVEマシーン」→モーニング娘。「ザ☆ピ〜ス!」→モーニング娘。「恋愛レボリューション21」→Berryz工房「付き合ってるのに片思い」→℃-ute「都会っ子 純情」→ハロプロワンダフルオールスターズ「LALALA 幸せの歌」

### ラジオ
- ヤングタウン土曜日（1992年4月 - 放送中、毎日放送） - 1999年4月からハロプロメンバーが出演
- Hello! Project Monday Party（2001年10月1日 - 12月24日、エフエム富士）
- ハロー!プロジェクトラジオドラマ（ニッポン放送・毎日放送）
- ハロプロやねん!（2004年2月6日 - 3月26日〈第1シリーズ〉・10月1日 - 2008年3月28日〈第2シリーズ〉・31日 - 9月22日〈第3シリーズ〉、朝日放送）
- TBC FUNふぃーるど・モーレツモーダッシュ（2005年4月1日 - 2008年3月28日、東北放送）
- ハロー!プロジェクト メロン記念日の“ムラタジオ”（2008年4月5日 - 6月28日、東北放送）
- SATOYAMA in KANAGAWA→Hello! SATOYAMA&SATOUMI Club→Hello! SATOYAMA&SATOUMI Club 〜Next〜（2012年10月3日 - 、アール・エフ・ラジオ日本。2022年春改編から現在の番組名に改題） - 「ヨコハマ・ラジアンヌスタイル」番組内にて放送、2014年1月15日までは光井愛佳がレギュラー、1月22日以降はハロプロメンバーが2週ごとに入れ替わりで出演
- JAPAN ハロプロ NETWORK（2015年4月1日 - 2020年9月30日、JAPAN FM NETWORK）
- HELLO! DRIVE! -ハロドラ-（2016年10月3日 - 2019年6月28日、Radio NEO）
- ハロー!プロジェクトのオールナイトニッポン（2018年1月4日深夜、ニッポン放送）[注 5][10]
- 今日は一日“ハロプロ”三昧（2019年8月16日、NHK-FM）[11]

### インターネット放送
- ハロ!ステ（2013年2月5日 - 、YouTube）[12] - 毎週水曜日配信（第10回までは火曜日配信）
- アプカミ（2014年5月9日 - 、YouTube） - 毎週木曜日配信（第128回までは毎週金曜日配信）、2016年1月29日に「MUSIC+」から番組名を変更
- OMAKE CHANNEL（2018年8月1日 - 、YouTube） - 不定期配信
- ハロー!プロジェクトのちょっと面白い話 〜君に伝えたい物語 Season3〜（2020年9月7日 - 、YouTube） - 火曜日配信（Season2までは月曜日に不定期配信、2021年7月5日を最後に更新を停止していた）

過去の配信
- ハロプロアワー（2006年3月3日 - 11月24日、GYAO!） - 隔週金曜日配信
- GREEN ROOM（2015年4月30日 - 2016年1月21日[13]、YouTube）[14]
- Girls Night Out（2016年1月28日 - 2017年3月30日、YouTube）[13]
- tiny tiny（2017年10月26日 - 2021年7月30日、YouTube） - 毎週金曜日配信（全177回。第39回までは毎週木曜日配信）
- ハロプロのモノホン!（2018年8月28日 - 11月13日、GYAO!）- 毎週火曜日0時配信（全12回）
- ハロプロ ONE×ONE（2019年11月19日 - 2020年1月28日、GYAO!）- 毎週火曜日0時配信（全10回）
- 特別企画（2020年4月22日 - 8月5日、YouTube） - 毎週水曜日配信（全16回。「ハロ!ステ」「アプカミ」「tiny tiny」の合同番組）
- ハロー!アニソン部（2020年6月4日 - 2021年7月27日、YouTube） - 毎週火曜日配信（全73回。第1回 - 第23回は毎週火曜日・木曜日配信）

### コラボレーション
- GU × HELLO! PROJECT 25YEARS（2023年6月）[15] - Tシャツ、アクセサリー、バッグのコラボレーション。なお、このコラボレーションに起用されたハロー!プロジェクトの各グループの選抜メンバーは"ジーユー#広告・CM・SNSに出演した有名人"の項を参照されたい。

## コンサート

### Hello! Project コンサート
毎年冬と夏の年2回、メンバー全員が揃って「ハロー!プロジェクト」としてのコンサートを行っている 。開催地は2013年冬公演まで3都市または4都市だったが、同年夏公演より2025年冬公演まで7都市に増加、2025年夏公演より3都市に戻った。
2006年から2009年冬にかけては、ハロー!プロジェクト全体をワンダフルハーツとエルダークラブの2団体に分け、冬は2団体が3大都市（東京・大阪・名古屋）で別々の公演を行った後、横浜アリーナでメンバー全員による合同公演を行い、夏はワンダフルハーツのみ公演を行い、エルダークラブは行わないという形式が固定化していた。
2009年春にエルダークラブのメンバー全員が卒業し、同年夏公演以降は再びハロー!プロジェクト全員公演となった。なお、2組に別れて公演するという方式は、2005年冬に紅組・白組という形で実践されている。2011年から公演内容を2パターンに分けて開催している。
2020年夏公演から2024年冬公演までは新型コロナウイルス感染症対策のため、メンバー全員がステージに出演する形式は採らず、2から4チームに分散、または公演ごとに出演メンバーを変更して開催していた。
2022年と2023年は冬公演を除きハロー!プロジェクトを冠した各グループの単独コンサートツアーとなっていた。
2024年夏公演より全メンバー参加による公演を再開している。
2025年夏公演より公演名を「ハロ!コン」に改称し、シャッフル・コーナーの振り分けは全て抽選で決定することになった。
| コンサートタイトル 日時・場所 | 出演者 |
| 1998年 | 1998年 |
| --- | --- |
| ファーストコンサート Hello! 7月12日 - 27日 3都市5公演 | モーニング娘。、平家みちよ |
| 1999年 | |
| Hello! ハッピーニューイヤー '99 1月2日・3日 中野サンプラザ 4公演 | モーニング娘。、中澤ゆうこ、タンポポ、平家みちよ ゲスト：高山厳 |
| Hello! Project サマーコンサート '99 8月14日 - 26日 3都市4公演 | モーニング娘。、中澤ゆうこ、タンポポ、平家みちよ、太陽とシスコムーン、ココナッツ娘。、カントリー娘。、三佳千夏 |
| 2000年 | |
| Hello! Project ハッピーニューイヤー 2000 1月2日 - 30日 3都市16公演 | モーニング娘。、中澤ゆうこ、タンポポ、プッチモニ、平家みちよ、太陽とシスコムーン、ココナッツ娘。、カントリー娘。、三佳千夏、メロン記念日 |
| Hello! Project 2000 集まれ! サマーパーティ 7月15日 - 9月10日 12会場 | モーニング娘。、中澤ゆうこ、タンポポ、プッチモニ、平家みちよ、T&Cボンバー、ココナッツ娘。、カントリー娘。、三佳千夏、メロン記念日、前田有紀、シェキドル、黄色5、青色7、あか組4 |
| 2001年 | |
| Hello! Project 2001 すごいぞ! 21世紀 1月2日 - 2月25日 3都市20公演 | モーニング娘。、中澤ゆうこ、タンポポ、プッチモニ、平家みちよ、稲葉貴子、ココナッツ娘。、カントリー娘。、メロン記念日、前田有紀、シェキドル、松浦亜弥、黄色5、青色7、あか組4 MC：まこと |
| Hello! Project 2001 TOGETHER! サマーパーティー! 7月14日 - 29日 3都市13公演 | モーニング娘。、中澤裕子、タンポポ、プッチモニ、ミニモニ。、平家みちよ、稲葉貴子、ココナッツ娘。、カントリー娘。、メロン記念日、前田有紀、シェキドル、松浦亜弥、三人祭、7人祭、10人祭 |
| 2002年 | |
| Hello! Project 2002 〜今年もすごいぞ〜 1月2日 - 2月17日 7都市28公演 | モーニング娘。、中澤裕子、タンポポ、プッチモニ、ミニモニ。、平家みちよ、稲葉貴子、ココナッツ娘。、カントリー娘。、メロン記念日、前田有紀、松浦亜弥、石井リカ、藤本美貴、三人祭、7人祭、10人祭 |
| Hello! Project 2002 〜ONE HAPPY SUMMER DAY〜 7月13日 - 28日 3都市12公演 | モーニング娘。、中澤裕子、後藤真希、ミニモニ。、平家みちよ、稲葉貴子、ココナッツ娘。、カントリー娘。、メロン記念日、前田有紀、松浦亜弥、石井リカ、藤本美貴、ハッピー♥7、セクシー8、おどる♥11 |
| 2003年 | |
| Hello! Project 2003 Winter 〜楽しんじゃってます!〜 1月2日 - 2月2日 4都市25公演 | モーニング娘。、中澤裕子、後藤真希、タンポポ、プッチモニ、ミニモニ。、稲葉貴子、ココナッツ娘。、カントリー娘。、メロン記念日、前田有紀、松浦亜弥、藤本美貴、ごまっとう、ハロー!プロジェクト・キッズ |
| Hello! Project 2003 夏 〜よっしゃ! ビックリサマー!!〜 7月19日 - 8月3日 3都市12公演 | モーニング娘。、中澤裕子、安倍なつみ、保田圭、後藤真希、ミニモニ。、稲葉貴子、ココナッツ娘。、カントリー娘。、メロン記念日、前田有紀、松浦亜弥、SALT5、7AIR、11WATER、ZYX、ROMANS、ハロー!プロジェクト・キッズ |
| 2004年 | |
| Hello! Project 2004 Winter 〜C'MON! ダンスワールド〜 1月3日 - 25日 4都市23公演 | モーニング娘。、中澤裕子、飯田圭織、安倍なつみ、保田圭、後藤真希、ミニモニ。、稲葉貴子、ココナッツ娘。、カントリー娘。、メロン記念日、前田有紀、松浦亜弥、モーニング娘。さくら組、モーニング娘。おとめ組、ZYX、あぁ!、ハロー!プロジェクト・キッズ MC：まこと、稲葉貴子 |
| Hello! Project 2004 Summer 〜夏のドーン〜 7月17日 - 8月1日 3都市12公演 | モーニング娘。、中澤裕子、飯田圭織、安倍なつみ、保田圭、後藤真希、W、稲葉貴子、ココナッツ娘。、カントリー娘。、メロン記念日、前田有紀、松浦亜弥、ハロー!プロジェクト・キッズ、Berryz工房 MC：まこと、稲葉貴子 |
| 2005年 | |
| Hello! Project 2005 Winter 〜A HAPPY NEW POWER! 紅組〜 1月3日 - 23日 3都市9公演 | モーニング娘。、カントリー娘。、メロン記念日、松浦亜弥、美勇伝、ハロー!プロジェクト・キッズ（後の℃-ute）、H.P.オールスターズ、ハロプロエッグ選抜 MC：まこと |
| Hello! Project 2005 Winter 〜A HAPPY NEW POWER! 白組〜 1月4日 - 23日 3都市9公演 | 中澤裕子、保田圭、後藤真希、W、稲葉貴子、ココナッツ娘。、前田有紀、Berryz工房、H.P.オールスターズ、ハロプロエッグ選抜 MC：まこと |
| Hello! Project 2005 Winter オールスターズ大乱舞〜A HAPPY NEW POWER! 飯田圭織卒業スペシャル〜 1月29日・30日 横浜アリーナ 4公演 | モーニング娘。、中澤裕子、保田圭、後藤真希、美勇伝、W、稲葉貴子、カントリー娘。、ココナッツ娘。、メロン記念日、前田有紀、松浦亜弥、ハロー!プロジェクト・キッズ（後の℃-ute）、Berryz工房、H.P.オールスターズ、ハロプロエッグ選抜 MC：まこと |
| Hello! Project 2005 夏の歌謡ショー 〜'05 セレクション! コレクション!〜 7月10日 - 24日 3都市8公演 | モーニング娘。、中澤裕子、飯田圭織、安倍なつみ、保田圭、後藤真希、美勇伝、W、稲葉貴子、ココナッツ娘。、カントリー娘。、メロン記念日、前田有紀、松浦亜弥、Berryz工房、℃-ute、セクシーオトナジャン、エレジーズ、プリプリピンク、ハロプロエッグ選抜 MC：まこと、矢口真里 |
| 2006年 | |
| Hello! Project 2006 Winter 〜ワンダフルハーツ〜 1月2日 - 21日 3都市14公演 | モーニング娘。、美勇伝、W、Berryz工房、℃-ute、ハロプロエッグ選抜 MC：まこと、矢口真里 |
| Hello! Project 2006 Winter 〜エルダークラブ〜 1月2日 - 22日 3都市14公演 | 飯田圭織、安倍なつみ、保田圭、後藤真希、稲葉貴子、ココナッツ娘。、カントリー娘。、メロン記念日、前田有紀、松浦亜弥、ハロプロエッグ選抜 MC：たいせー、加藤紀子 |
| Hello! Project 2006 Winter 〜全員集GO!〜 1月28日・29日 横浜アリーナ 3公演 | モーニング娘。、飯田圭織、安倍なつみ、保田圭、後藤真希、美勇伝、W、稲葉貴子、ココナッツ娘。、カントリー娘。、メロン記念日、前田有紀、松浦亜弥、Berryz工房、℃-ute、DEF.DIVA、ハロプロエッグ選抜 MC：まこと、矢口真里、たいせー、加藤紀子 |
| Hello! Project 2006 Summer 〜ワンダフルハーツランド〜 7月9日 - 23日 3都市7公演 | モーニング娘。、美勇伝、辻希美（W）、Berryz工房、℃-ute、月島きらり starring 久住小春（モーニング娘。）、ハロプロエッグ選抜 MC：まこと、矢口真里 |
| 2007年 | |
| Hello! Project 2007 Winter 〜ワンダフルハーツ 乙女Gocoro〜 1月2日 - 21日 3都市11公演 | モーニング娘。、美勇伝、辻希美、Berryz工房、℃-ute、月島きらり starring 久住小春（モーニング娘。）、THE ポッシボー、ハロプロエッグ選抜 MC：まこと、矢口真里 |
| Hello! Project 2007 Winter 〜エルダークラブ The Celebration〜 1月5日 - 20日 3都市11公演 | 中澤裕子、飯田圭織、安倍なつみ、保田圭、矢口真里、後藤真希、稲葉貴子、ココナッツ娘。、カントリー娘。、メロン記念日、前田有紀、松浦亜弥 MC：まこと、矢口真里 |
| Hello! Project 2007 Winter 〜集結! 10th Anniversary〜 1月27日・28日 横浜アリーナ 3公演 | モーニング娘。、中澤裕子、飯田圭織、安倍なつみ、保田圭、矢口真里、後藤真希、美勇伝、辻希美、稲葉貴子、ココナッツ娘。、カントリー娘。、メロン記念日、前田有紀、松浦亜弥、Berryz工房、℃-ute、月島きらり starring 久住小春（モーニング娘。）、GAM、モーニング娘。誕生10年記念隊、THE ポッシボー、ハロプロエッグ選抜 MC：まこと、矢口真里 スペシャルゲスト：紺野あさ美（28日のみ） |
| Hello! Project 2007 Summer 10th アニバーサリー大感謝祭 〜ハロ☆プロ夏祭り〜 7月15日 - 29日 3都市11公演 | モーニング娘。、美勇伝、メロン記念日、Berryz工房、℃-ute、矢口真里、月島きらり starring 久住小春（モーニング娘。）、きら☆ぴか、THE ポッシボー、ハロプロエッグ選抜 MC：まこと、矢口真里 スペシャルゲスト：中澤裕子、飯田圭織、安倍なつみ、保田圭、後藤真希、ココナッツ娘。、音楽ガッタス |
| 2008年 | |
| Hello! Project 2008 Winter 〜ワンダフルハーツ 年中夢求〜 1月2日 - 20日 3都市11公演 | モーニング娘。、Berryz工房、℃-ute、月島きらり starring 久住小春（モーニング娘。）、Buono!、アテナ&ロビケロッツ、ハロプロエッグ選抜 MC：まこと、矢口真里 |
| Hello! Project 2008 Winter 〜かしまし エルダークラブ〜 1月5日 - 19日 3都市9公演 | 中澤裕子、安倍なつみ、保田圭、矢口真里、稲葉貴子、ココナッツ娘。、メロン記念日、前田有紀、松浦亜弥、美勇伝、音楽ガッタス、ハロプロエッグ選抜 MC：まこと、矢口真里 |
| Hello! Project 2008 Winter 〜決定! ハロ☆プロ アワード'08〜 1月26日・27日 横浜アリーナ 3公演 | モーニング娘。、中澤裕子、安倍なつみ、保田圭、矢口真里、稲葉貴子、ココナッツ娘。、メロン記念日、前田有紀、松浦亜弥、美勇伝、音楽ガッタス、Berryz工房、℃-ute、月島きらり starring 久住小春（モーニング娘。）、Buono!、アテナ&ロビケロッツ、安倍なつみ&矢島舞美（℃-ute）、ハロプロエッグ選抜 MC：まこと、矢口真里 |
| Hello! Project 2008 Summer ワンダフルハーツ公演〜避暑地でデートいたしまSHOW〜 7月19日 - 8月3日 3都市9公演 | モーニング娘。、Berryz工房、℃-ute、真野恵里菜、月島きらり starring 久住小春（モーニング娘。）、MilkyWay、Buono!、High-King、ハロプロエッグ選抜 MC：まこと、稲葉貴子 |
| 2009年 | |
| Hello! Project 2009 Winter ワンダフルハーツ公演 〜革命元年〜 1月2日 - 25日 3都市13公演 | モーニング娘。、Berryz工房、℃-ute、真野恵里菜、月島きらり starring 久住小春（モーニング娘。）、MilkyWay、Buono!、しゅごキャラエッグ!、ハロプロエッグ選抜 MC：まこと、小川麻琴 |
| Hello! Project 2009 Winter エルダークラブ公演 〜Thank you for your LOVE!〜 1月10日 - 24日 3都市8公演 | 中澤裕子、飯田圭織、安倍なつみ、保田圭、矢口真里、小川麻琴、藤本美貴、稲葉貴子、メロン記念日、前田有紀、松浦亜弥、三好絵梨香、岡田唯、音楽ガッタス MC：まこと スペシャルゲスト：真野恵里菜 |
| Hello! Project 2009 Winter 決定! ハロ☆プロ アワード'09 〜エルダークラブ卒業記念スペシャル〜 1月31日・2月1日 横浜アリーナ 3公演 | 中澤裕子、飯田圭織、安倍なつみ、保田圭、矢口真里、辻希美、小川麻琴、藤本美貴、稲葉貴子、メロン記念日、前田有紀、松浦亜弥、三好絵梨香、岡田唯、音楽ガッタス、モーニング娘。、Berryz工房、℃-ute、真野恵里菜、月島きらり starring 久住小春（モーニング娘。）、Buono!、しゅごキャラエッグ!、ハロプロエッグ選抜 MC：まこと、矢口真里 スペシャルゲスト：アイスクリー娘。、フランシス&愛子 |
| Hello! Project 2009 SUMMER 革命元年 〜Hello! チャンプル〜 7月19日 - 8月9日 3都市12公演 | モーニング娘。、Berryz工房、℃-ute、真野恵里菜、High-King、続・美勇伝、あぁ!、ZYX-α、新ミニモニ。、プッチモニV、タンポポ#、Buono!、ガーディアンズ4、S/mileage、ハロプロエッグ選抜 MC：まこと、稲葉貴子 スペシャルゲスト：アイスクリー娘。、チャン・ダヨン |
| 2010年 | |
| Hello! Project 2010 WINTER 歌超風月 〜モベキマス!〜 1月2日 - 23日 3都市14公演 | モーニング娘。、Berryz工房、℃-ute、真野恵里菜、スマイレージ、ハロプロエッグ選抜 MC：まこと |
| Hello! Project 2010 WINTER 歌超風月 〜シャッフルデート〜 1月5日 - 24日 3都市8公演 | High-King、続・美勇伝、あぁ!、ZYX-α、新ミニモニ。、プッチモニV、タンポポ#、Buono!、ガーディアンズ4、ハロプロエッグ選抜 MC：まこと |
| Hello! Project 2010 SUMMER 〜ファンコラ!〜 7月18日 - 8月8日 4都市14公演 | モーニング娘。、Berryz工房、℃-ute、真野恵里菜、スマイレージ、High-King（神戸夜・中野朝・中野夜公演のみ）、続・美勇伝（神戸昼・中野夜公演のみ）、あぁ!（神戸昼・渋谷夜公演のみ）、ZYX-α（神戸昼・渋谷夜公演のみ）、新ミニモニ。（名古屋昼・中野昼公演のみ）、プッチモニV（名古屋夜・渋谷昼公演のみ）、タンポポ#（名古屋夜・中野昼公演のみ）、Buono!（神戸夜・渋谷昼・中野朝公演のみ）、ハロプロエッグ選抜、SI☆NA（神戸公演のみ） MC：まこと、吉澤ひとみ オープニングアクト：おはガール さき、リルぷりっ |
| 2011年 | |
| Hello! Project 2011 WINTER 〜歓迎新鮮まつり〜 1月2日 - 23日 3都市20公演 ※Aがなライブ（Aパターン公演）は12公演、Bっくりライブ（Bパターン公演）は8公演 | モーニング娘。、Berryz工房、℃-ute、真野恵里菜、スマイレージ、High-King、続・美勇伝、あぁ!、ZYX-α、新ミニモニ。、プッチモニV、タンポポ#（以上Aパターン公演のみ）、ハロプロエッグ選抜 MC：まこと、吉澤ひとみ オープニングアクト：吉川友 |
| Hello! Project 2011 SUMMER 〜ニッポンの未来は〜 7月16日 - 8月14日 3都市18公演 ※WOW WOW ライブとYEAH YEAH ライブは各9公演 | モーニング娘。、Berryz工房、℃-ute、真野恵里菜、スマイレージ、High-King（YEAH YEAH ライブのみ）、ハロプロエッグ選抜 MC：まこと オープニングアクト：吉川友 |
| 2012年 | |
| Hello! Project 2012 WINTER 〜ハロ☆プロ天国〜 1月2日 - 22日 3都市19公演 ※ロックちゃんは10公演・ファンキーちゃんは9公演 | モーニング娘。、Berryz工房、℃-ute、真野恵里菜、スマイレージ、ハロプロエッグ選抜 MC：まこと、吉澤ひとみ ゲスト：吉川友 |
| Hello! Project 誕生15周年記念ライブ 2012 夏 7月21日 - 8月19日 3都市18公演 ※Ktkr（キタコレ）夏のFAN祭り!とWkwk（ワクワク）夏のFAN祭り!は各9公演 | モーニング娘。、Berryz工房、℃-ute、真野恵里菜、スマイレージ、ピーベリー（Ktkr〈キタコレ〉夏のFAN祭り!のみ）、DIY♡（Wkwk〈ワクワク〉夏のFAN祭り!のみ）、ハロプロ研修生選抜 MC：まこと、光井愛佳 ゲスト：吉川友 オープニングアクト：みやさと奏、なあ坊豆腐@那奈 |
| 2013年 | |
| Hello! Project 誕生15周年記念ライブ 2013 冬 1月2日 - 2月3日 4都市24公演 ※ビバ!とブラボー!は各12公演 | モーニング娘。、Berryz工房、℃-ute、真野恵里菜、スマイレージ、ピーベリー、DIY♡、GREEN FIELDS、ハロプロ研修生選抜 MC：まこと、光井愛佳 ゲスト：THE ポッシボー、アップアップガールズ（仮）、吉川友（以上ブラボー!のみ）、田﨑あさひ 日替わりOGゲスト：里田まい（カントリー娘。）、飯田圭織、保田圭、小川麻琴、高橋愛、安倍なつみ、矢口真里、石川梨華、吉澤ひとみ、藤本美貴、久住小春、新垣里沙 オープニングアクト：みやさと奏 |
| Hello! Project 2013 SUMMER COOL HELLO! 7月27日 - 8月31日 7都市22公演 ※ソレゾーレ!は12公演（最終回スペシャル1公演を含む）、マゼコーゼ!は10公演 | モーニング娘。、Berryz工房、℃-ute、スマイレージ、Juice=Juice、ハロプロ研修生 MC：まこと（※8月31日は、吉澤ひとみ）、光井愛佳 |
| 2014年 | |
| Hello! Project 2014 WINTER 〜GOiSU MODE〜 & 〜DE-HA MiX〜 1月2日 - 2月16日 7都市20公演 ※GOiSU MODEは11公演、DE-HA MiXは9公演 | モーニング娘。'14、Berryz工房、℃-ute、スマイレージ、Juice=Juice、ハロプロ研修生 MC：まこと ゲスト：Bitter & Sweet（中野公演のみ） |
| Hello! Project 2014 SUMMER 〜KOREZO!〜 & 〜YAPPARI!〜 7月12日 - 9月6日 7都市21公演 ※KOREZO!は12公演、YAPPARI!は9公演 | モーニング娘。'14、Berryz工房、℃-ute、スマイレージ、Juice=Juice、ハロプロ研修生 MC：まこと ゲスト：LoVendoЯ、THE ポッシボー、Bitter & Sweet、アップアップガールズ（仮）、吉川友 |
| 2015年 | |
| Hello! Project 2015 WINTER 〜DANCE MODE!〜 & 〜HAPPY EMOTION!〜 1月2日 - 2月15日 7都市22公演 ※DANCE MODE!は13公演、HAPPY EMOTION!は9公演 | Berryz工房、℃-ute、モーニング娘。'15、アンジュルム、Juice=Juice、カントリー・ガールズ、ハロー!プロジェクト 新ユニット（後のこぶしファクトリー）、ハロプロ研修生 MC：まこと ゲスト：LoVendoЯ、THE ポッシボー、Bitter & Sweet、アップアップガールズ（仮）、吉川友 オープニングアクト： Lovelys!!!!（2月15日大阪夜公演のみ） |
| Hello! Project 2015 SUMMER 〜DISCOVERY〜 & 〜CHALLENGER〜 7月11日 - 8月29日 7都市20公演 ※DISCOVERYは12公演、CHALLENGERは8公演 | ℃-ute、モーニング娘。'15、アンジュルム、Juice=Juice、カントリー・ガールズ、こぶしファクトリー、つばきファクトリー、ハロプロ研修生 MC：まこと オープニングアクト： Lovelys!!!!（大阪公演のみ） |
| 2016年 | |
| Hello! Project 2016 WINTER 〜DANCING! SINGING! EXCITING!〜 1月2日 - 2月20日 7都市21公演 | ℃-ute、モーニング娘。'16、アンジュルム、Juice=Juice、カントリー・ガールズ、こぶしファクトリー、つばきファクトリー、ハロプロ研修生 MC：まこと |
| Hello! Project 2016 SUMMER 〜Sunshine Parade〜 & 〜Rainbow Carnival〜 7月16日 - 9月3日 7都市20公演 ※Sunshine Paradeは12公演、Rainbow Carnivalは8公演 | ℃-ute、モーニング娘。'16、アンジュルム、Juice=Juice、カントリー・ガールズ、こぶしファクトリー、つばきファクトリー、ハロプロ研修生 MC：まこと オープニングアクト： Lovelys!!!!（7月24日大阪公演のみ）、ハロプロ研修生北海道（札幌公演のみ） |
| 2017年 | |
| Hello! Project 2017 WINTER 〜Crystal Clear〜 & 〜Kaleidoscope〜 1月2日 - 2月25日 7都市19公演 ※Crystal Clearは11公演、Kaleidoscopeは8公演 | モーニング娘。'17、アンジュルム、Juice=Juice、カントリー・ガールズ、こぶしファクトリー、つばきファクトリー、ハロプロ研修生 MC：まこと オープニングアクト：アンジュルム（福岡・札幌・大阪2/18昼のみ）、ハロプロ研修生北海道（札幌公演のみ）、 Lovelys（大阪2/18夜・2/19のみ） |
| Hello! Project 2017 SUMMER 〜HELLO! MEETING〜 & 〜HELLO! GATHERING〜 7月15日 - 9月2日 7都市20公演 ※HELLO! MEETINGは12公演、HELLO! GATHERINGは8公演 | モーニング娘。'17、アンジュルム、Juice=Juice、カントリー・ガールズ、こぶしファクトリー、つばきファクトリー、ハロプロ研修生 MC：まこと |
| 2018年 | |
| Hello! Project 20th Anniversary!! Hello! Project 2018 WINTER 〜PERFECT SCORE〜 & 〜FULL SCORE〜 1月2日 - 2月24日 7都市23公演 ※PERFECT SCOREは10公演、FULL SCOREは9公演、PERFECT SCORE+は4公演 | モーニング娘。'18、アンジュルム、Juice=Juice、カントリー・ガールズ、こぶしファクトリー、つばきファクトリー、稲場愛香、ハロプロ研修生 MC：まこと 特別ゲスト：中澤裕子、石黒彩、安倍なつみ、飯田圭織、福田明日香（以上、愛知1/28昼のみ） オープニングアクト：Lovelys（大阪公演のみ）、ハロプロ研修生北海道（札幌公演のみ） |
| Hello! Project 20th Anniversary!! Hello! Project 2018 SUMMER 〜ALL FOR ONE〜 & 〜ONE FOR ALL〜 7月14日 - 9月1日 7都市19公演 ※ALL FOR ONEは11公演（8月11日、18日、9月1日のALL FOR ONEの3公演は通常公演と内容が一部異なる）、ONE FOR ALLは8公演 ※8/26中野公演ではライブビューイングを国内23か所で実施 | モーニング娘。'18、アンジュルム、Juice=Juice、カントリー・ガールズ、こぶしファクトリー、つばきファクトリー、新グループ（後のBEYOOOOONDS）、ハロプロ研修生 MC：まこと OGゲスト：中澤裕子、飯田圭織、保田圭、矢口真里、市井紗耶香、後藤真希、吉澤ひとみ、加護亜依、高橋愛、新垣里沙、藤本美貴、道重さゆみ、田中れいな、太陽とシスコムーン（信田美帆・稲葉貴子・小湊美和）、清水佐紀、須藤茉麻、夏焼雅、熊井友理奈、矢島舞美、中島早貴、鈴木愛理、岡井千聖、真野恵里菜、福田花音 特別ゲスト：DA PUMP（中野8/5昼のみ） オープニングアクト：Lovelys（大阪公演のみ）、上々軍団（福岡・中野・広島公演のみ）、ハロプロ研修生北海道（札幌公演のみ） |
| 2019年 | |
| Hello! Project 20th Anniversary!! Hello! Project 2019 WINTER 〜YOU & I〜 & 〜NEW AGE〜 1月2日 - 3月3日 7都市22公演 ※YOU & Iは13公演（2月9日、16日、23日のYOU & Iの3公演は通常公演と内容が一部異なる）、NEW AGEは9公演                                                                               | モーニング娘。'19、アンジュルム、Juice=Juice、カントリー・ガールズ、こぶしファクトリー、つばきファクトリー、BEYOOOOONDS、ハロプロ研修生 MC：まこと OGゲスト：保田圭、矢口真里、市井紗耶香、新垣里沙、藤本美貴、道重さゆみ、田中れいな、太陽とシスコムーン（信田美帆・稲葉貴子・小湊美和）、清水佐紀、須藤茉麻、夏焼雅、熊井友理奈、矢島舞美、中島早貴、鈴木愛理、岡井千聖 オープニングアクト：カレッジ・コスモス（中野公演のみ）、Lovelys（大阪公演のみ）、ハロプロ研修生北海道（札幌公演のみ） |
| Hello! Project 2019 SUMMER「beautiful」 & 「harmony」 7月13日 - 9月1日 7都市20公演 ※beautifulは11公演（8月3日、17日のbeautifulの2公演は通常公演と内容が一部異なる）、harmonyは9公演 ※9/1中野「harmony」公演ではライブビューイングを国内14か所で実施                                                 | モーニング娘。'19、アンジュルム、Juice=Juice、カントリー・ガールズ、こぶしファクトリー、つばきファクトリー、BEYOOOOONDS、ハロプロ研修生ユニット、ハロプロ研修生 MC：まこと オープニングアクト：Lovelys（大阪公演のみ）、カレッジ・コスモス（中野公演のみ） |
| 2020年 | |
| Hello! Project 2020 Winter HELLO! PROJECT IS [ ] 〜side A～ & ～side B〜 1月2日 - 2月24日 7都市25公演 ※side Aは14公演（2月2日、11日、24日のside Aの3公演は通常公演と内容が一部異なる）、side Bは11公演                                                                                              | モーニング娘。'20、アンジュルム、Juice=Juice、こぶしファクトリー、つばきファクトリー、BEYOOOOONDS、ハロプロ研修生ユニット、ハロプロ研修生 MC：まこと（日替わりMCアシスタント：工藤遥、宮崎由加、飯窪春菜） オープニングアクト：Lovelys（大阪公演のみ） |
| Hello! Project 2020 Summer COVERS 〜The Ballad〜 7月11日 - 9月5日 8都市36公演 ※A・B・Cの3チームに分散して公演 | モーニング娘。'20、アンジュルム、Juice=Juice、つばきファクトリー、BEYOOOOONDS MC：保田圭（7/11）、矢口真里（7/12）、中島早貴（7/18・19・8/1・2）、矢島舞美（7/25・8/23）、紺野あさ美（8/8）、宮崎由加（8/15・16）、飯窪春菜（8/22・9/5）、須藤茉麻（8/29）、熊井友理奈（8/30） |
| Hello! Project 2020 ～The Ballad～ 9月19日 - 12月20日 38都道府県141公演 ※公演ごとに出演者および出演人数が異なる | モーニング娘。'20、アンジュルム、Juice=Juice、つばきファクトリー、BEYOOOOONDS |
| Hello! Project 2020 Autumn ～The Ballad～ Extra Number 10月12日 日本武道館 1公演 ※ライブビューイングを国内27か所で実施 | モーニング娘。'20、アンジュルム、Juice=Juice、つばきファクトリー オープニングアクト：上々軍団 |
| Hello! Project 2020 〜The Ballad〜 Special Number 12月2日 日本武道館 1公演 ※ライブビューイングを国内31か所、海外1か所で実施 | モーニング娘。'20、アンジュルム、Juice=Juice、つばきファクトリー、BEYOOOOONDS、ハロプロ研修生 |
| Hello! Project 2020 COVERS 〜The Ballad Best Selection〜 12月30日 中野サンプラザ 2公演 | モーニング娘。'20、アンジュルム、Juice=Juice、つばきファクトリー、BEYOOOOONDS |
| 2021年 | |
| Hello! Project 2021 Winter ～STEP BY STEP～ 1月2日 - 2月28日 16都市52公演 ※公演ごとに出演者および出演人数が異なる | モーニング娘。'21、アンジュルム、Juice=Juice、つばきファクトリー、BEYOOOOONDS、ハロプロ研修生ユニット(一部公演は除く) |
| Hello! Project 2021 春「花鳥風月」 3月13日 - 5月30日 21都市66公演 ※花・鳥・風・月の4チームに分散して公演 | モーニング娘。'21、アンジュルム、Juice=Juice、つばきファクトリー、BEYOOOOONDS |
| Hello! Project 2021 Summer Sapphire & Ruby 7月17日 - 9月5日 8都市26公演 ※Sapphire・Rubyの2チームに分散して公演 ※SapphireとRubyは各13公演 | モーニング娘。'21、アンジュルム、Juice=Juice、つばきファクトリー、BEYOOOOONDS、ハロプロ研修生ユニット（後のOCHA NORMA）、ハロプロ研修生 |
| Hello! Project 2021 秋「続・花鳥風月」 9月23日 - 12月4日 25都市64公演 ※花・鳥・風・月の4チームに分散して公演 | モーニング娘。'21、アンジュルム、Juice=Juice、つばきファクトリー、BEYOOOOONDS |
| 2022年 | |
| Hello! Project 2022 Winter ～LOVE & PEACE～ 1月2日 - 2月27日 6都市23公演 ※LOVE・PEACEの2チームを中心に、各グループのメンバー全員でのパフォーマンスも含む公演 ※LOVEは12公演、PEACEは11公演 | モーニング娘。'22、アンジュルム、Juice=Juice、つばきファクトリー、BEYOOOOONDS、OCHA NORMA、ハロプロ研修生 |
| Hello! Project 2022 Spring CITY CIRCUIT 3月19日 - 6月4日 16都市82公演 ※ハロー!プロジェクトを冠した各グループの単独コンサートツアー ※モーニング娘。'22は18公演、アンジュルムは18公演、Juice=Juiceは16公演、つばきファクトリー・BEYOOOOONDSは各15公演                                                 | モーニング娘。'22、アンジュルム、Juice=Juice、つばきファクトリー、BEYOOOOONDS |
| Hello! Project 2022 Summer CITY CIRCUIT 7月9日 - 8月28日 7都市27公演 ※ハロー!プロジェクトを冠した各グループの単独コンサートツアー ※モーニング娘。'22・Juice=Juiceは各6公演、アンジュルム・つばきファクトリー・BEYOOOOONDSは各5公演 ※8/27・28中野公演ではライブビューイングを国内各所で実施          | モーニング娘。'22、アンジュルム、Juice=Juice、つばきファクトリー、BEYOOOOONDS |
| Hello! Project 2022 Autumn CITY CIRCUIT 9月24日 - 11月27日 24都市75公演 ※ハロー!プロジェクトを冠した各グループの単独コンサートツアー ※モーニング娘。'22は20公演、アンジュルムは15公演、Juice=Juice・つばきファクトリーは各14公演、BEYOOOOONDSは12公演                                               | モーニング娘。'22、アンジュルム、Juice=Juice、つばきファクトリー、BEYOOOOONDS |
| 2023年 | |
| Hello! Project 2023 Winter ～TWO OF US～ 1月2日 - 2月25日 7都市39公演 ※ハロー!プロジェクトを冠した2グループの合同コンサートツアー ※A（モーニング娘。'23/OCHA NORMA）・B（アンジュルム/つばきファクトリー）・C（Juice=Juice/BEYOOOOONDS）の3チームに分散して公演 ※A・B・Cは各13公演                  | モーニング娘。'23、アンジュルム、Juice=Juice、つばきファクトリー、BEYOOOOONDS、OCHA NORMA |
| Hello! Project 2023 Spring CITY CIRCUIT 3月18日 - 7月8日 22都市76公演 ※ハロー!プロジェクトを冠した各グループの単独コンサートツアー ※モーニング娘。'23は21公演・アンジュルムは18公演、Juice=Juiceは14公演、つばきファクトリーは11公演、BEYOOOOONDSは12公演                                           | モーニング娘。'23、アンジュルム、Juice=Juice、つばきファクトリー、BEYOOOOONDS |
| Hello! Project 2023 Summer CITY CIRCUIT 7月15日 - 9月3日 10都市39公演 ※ハロー!プロジェクトを冠した各グループの単独コンサートツアー ※モーニング娘。'23・つばきファクトリーは各8公演、Juice=Juiceは7公演、アンジュルム・BEYOOOOONDSは6公演、OCHA NORMAは4公演                                         | モーニング娘。'23、アンジュルム、Juice=Juice、つばきファクトリー、BEYOOOOONDS、OCHA NORMA |
| 2024年 | |
| Hello! Project 2024 Winter 〜THREE OF US〜 1月2日 - 2月23日 9都市39公演 ※ハロー!プロジェクトを冠した3グループの合同コンサートツアー ※A（モーニング娘。'24/つばきファクトリー/BEYOOOOONDS）・B（アンジュルム/Juice=Juice/OCHA NORMA）の2チームに分散して公演 ※Aは20公演、Bは19公演                   | モーニング娘。'24、アンジュルム、Juice=Juice、つばきファクトリー、BEYOOOOONDS、OCHA NORMA オープニングアクト：ハロプロ研修生ユニット'24(一部公演を除く) |
| Hello! Project 2024 Summer ALL OF US「ベガ」「アルタイル」 7月13日 - 8月25日 6都市15公演 ※ベガは8公演、アルタイルは7公演 | モーニング娘。'24、アンジュルム、Juice=Juice、つばきファクトリー、BEYOOOOONDS、OCHA NORMA、ロージークロニクル オープニングアクト：ハロプロ研修生（立川・福山・大阪公演のみ） |
| 2025年 | |
| Hello! Project 2025 Winter Fes.「各」「合」 1月2日 - 3月1日 7都市22公演 ※各は10公演、合は12公演 | モーニング娘。'25、アンジュルム、Juice=Juice、つばきファクトリー、BEYOOOOONDS、OCHA NORMA、ロージークロニクル オープニングアクト：ハロプロ研修生（大阪・愛知公演のみ） |
| ハロ!コン 2025 7月19日 - 8月31日 3都市12公演 | モーニング娘。'25、アンジュルム、Juice=Juice、つばきファクトリー、BEYOOOOONDS、OCHA NORMA、ロージークロニクル、ハロプロ研修生 |

### Hello! Project ひなフェス
毎年3月下旬から4月初旬にパシフィコ横浜または幕張メッセにて開催されるメンバー全員出演によるコンサート。「ひなフェス」とは「ひな祭りフェスティバル」の略称であるが、2014年以降は略称が公式タイトルとして使用されている。
| コンサートタイトル 日時・場所 | 出演者 |
| --- | --- |
| Hello! Project 春の大感謝 ひな祭りフェスティバル2013 3月2日 - 3日 、パシフィコ横浜 3公演                                                                                            | モーニング娘。、Berryz工房、℃-ute・スマイレージ、光井愛佳、Juice=Juice、田﨑あさひ、ピーベリー、DIY♡、GREEN FIELDS、ハロプロ研修生選抜 |
| Hello! Project ひなフェス 2014 〜Full コース〜 3月29日 - 30日 パシフィコ横浜 4公演                                                                                                  | モーニング娘。'14、Berryz工房、℃-ute、スマイレージ、Juice=Juice、ハロプロ研修生、LoVendoЯ、Bitter & Sweet、ODATOMO、トリプレット、さとのあかり |
| Hello! Project ひなフェス 2015 〜満開! The Girls' Festival 〜 3月28日 - 29日 パシフィコ横浜 3公演                                                                                   | ℃-ute、モーニング娘。'15、アンジュルム、Juice=Juice、カントリー・ガールズ、ハロプロ研修生 ゲスト：アップアップガールズ（仮）（28日のみ）、THE ポッシボー（29日昼公演のみ）、吉川友（29日夜公演のみ） |
| Hello! Project ひなフェス 2016 3月19日 - 20日 パシフィコ横浜 4公演 | ℃-ute、モーニング娘。'16、アンジュルム、Juice=Juice、カントリー・ガールズ、こぶしファクトリー、つばきファクトリー、ハロプロ研修生 |
| Hello! Project ひなフェス 2017 3月25日 - 26日 幕張メッセ 4公演 | ℃-ute、モーニング娘。'17、アンジュルム、Juice=Juice、カントリー・ガールズ、こぶしファクトリー、つばきファクトリー、ハロプロ研修生、Buono!（26日昼公演のみ） |
| Hello! Project 20th Anniversary!! Hello! Project ひなフェス 2018 3月31日 - 4月1日 パシフィコ横浜 4公演                                                                              | モーニング娘。'18、アンジュルム、Juice=Juice、カントリー・ガールズ、こぶしファクトリー、つばきファクトリー、稲場愛香、ハロプロ研修生 MC：まこと（オープニングアクトのみ） ゲスト：中澤裕子、飯田圭織、安倍なつみ、石黒彩、福田明日香、信田美帆、稲葉貴子、小湊美和（以上31日昼）、矢口真里（31日昼夜）、吉澤ひとみ、高橋愛、藤本美貴、道重さゆみ、田中れいな（以上31日夜） オープニングアクト： Lovelys、ハロプロメンバー全員 |
| Hello! Project 20th Anniversary!! Hello! Project ひなフェス 2019 3月30日 - 31日 幕張メッセ 4公演                                                                                    | モーニング娘。'19、アンジュルム、Juice=Juice、カントリー・ガールズ、こぶしファクトリー、つばきファクトリー、BEYOOOOONDS、ハロプロ研修生 ゲスト：辻希美・加護亜依・新垣里沙・道重さゆみ・鞘師里保（以上30日昼） |
| Hello! Project ひなフェス 2020 〜被災地復興支援・東北を元気に!〜 3月20日 - 22日 3公演（無観客公演） ※ひかりTVチャンネル、CSテレ朝チャンネルにて生中継                               | モーニング娘。'20、アンジュルム、Juice=Juice、こぶしファクトリー、つばきファクトリー、BEYOOOOONDS、ハロプロ研修生ユニット、ハロプロ研修生 |
| Hello! Project ひなフェス 2021 3月27日 - 28日 幕張メッセ 4公演 | モーニング娘。'21、アンジュルム、Juice=Juice、つばきファクトリー、BEYOOOOONDS、ハロプロ研修生ユニット（後のOCHA NORMA）、ハロプロ研修生 |
| Hello! Project ひなフェス 2022 4月2日 - 3日 幕張メッセ 4公演 ※ライブビューイングを国内68か所で実施                                                                                  | モーニング娘。'22、アンジュルム、Juice=Juice、つばきファクトリー、BEYOOOOONDS、OCHA NORMA、ハロプロ研修生 |
| Hello! Project ひなフェス 2023 4月1日 - 2日 幕張メッセ 4公演 ※4/2「つばきファクトリープレミアム ～浅倉樹々卒業スペシャル～」公演ではライブビューイングを国内60か所、海外2か所で実施 | モーニング娘。'23、アンジュルム、Juice=Juice、つばきファクトリー、BEYOOOOONDS、OCHA NORMA、ハロプロ研修生ユニット'23、ハロプロ研修生 |
| Hello! Project ひなフェス 2024 3月30日 - 31日 幕張メッセ 4公演 | モーニング娘。'24、アンジュルム、Juice=Juice、つばきファクトリー、BEYOOOOONDS、OCHA NORMA、ハロプロ研修生ユニット'24、ハロプロ研修生、GOODM!X、L!PP（30日夜・31日夜） ゲスト：SIOOM(from M-line Music)（31日昼夜） |
| Hello! Project ひなフェス 2025 3月29日 - 30日 幕張メッセ 4公演 | モーニング娘。'25、アンジュルム、Juice=Juice、つばきファクトリー、BEYOOOOONDS、OCHA NORMA、ロージークロニクル、ハロプロ研修生 ゲスト：メロン記念日（29日昼夜） |

### Hello! Project COUNTDOWN PARTY
2013年から2019年まで大晦日に行われていたカウントダウンコンサート。
| コンサートタイトル 日時・場所 | 出演者 |
| --- | --- |
| Hello! Project COUNTDOWN PARTY 2013 〜GOOD BYE & HELLO!〜 12月31日 中野サンプラザ 1公演2部構成 ※ライブビューイングを国内34か所、海外4か所で実施                                   | モーニング娘。、Berryz工房、℃-ute、スマイレージ、光井愛佳、Juice=Juice、ハロプロ研修生、太陽とシスコムーン、メロン記念日、中澤裕子、石黒彩、安倍なつみ、飯田圭織、保田圭、石川梨華、吉澤ひとみ、辻希美、高橋愛、小川麻琴、新垣里沙、藤本美貴、久住小春、平家みちよ、松浦亜弥、前田有紀、里田まい（カントリー娘。）、三好絵梨香、真野恵里菜、THE ポッシボー、アップアップガールズ（仮）、吉川友、みやさと奏、渡瀬マキ、中島卓偉、松原健之、LoVendoЯ、田﨑あさひ、長谷川萌美、エリック・フクサキ、堀内孝雄、つんく♂、はたけ、まこと、たいせい |
| Hello! Project COUNTDOWN PARTY 2014 〜GOOD BYE & HELLO!〜 12月31日 2都市2公演（大阪神戸同時公演、大阪は2部構成） ※ライブビューイングを国内34か所、海外4か所で実施                 | Berryz工房、℃-ute、モーニング娘。'14、アンジュルム、Juice=Juice、カントリー・ガールズ、LoVendoЯ、Bitter & Sweet、THE ポッシボー、アップアップガールズ（仮）、吉川友 MC：中澤裕子（大阪1・2部）、吉澤ひとみ（神戸、大阪2部） オープニングアクト： Lovelys!!!!（大阪1・2部） |
| Hello! Project COUNTDOWN PARTY 2015 〜GOOD BYE & HELLO!〜 12月31日 中野サンプラザ 1公演2部構成 ※ライブビューイングを国内34か所で実施                                              | ℃-ute、モーニング娘。'15、アンジュルム、Juice=Juice、カントリー・ガールズ、こぶしファクトリー、つばきファクトリー、ハロプロ研修生、高橋愛、新垣里沙、光井愛佳、Buono!、Bitter & Sweet（高橋以下5組は2部のみ） MC：さわやか五郎、夏焼雅、熊井友理奈 |
| Hello! Project COUNTDOWN PARTY 2016 〜GOOD BYE & HELLO!〜 12月31日 中野サンプラザ 1公演2部構成 ※ライブビューイングを国内21か所、海外1か所で実施                                   | ℃-ute、モーニング娘。'16、アンジュルム、Juice=Juice、カントリー・ガールズ、こぶしファクトリー、つばきファクトリー、ハロプロ研修生、藤本美貴（1部のみ）、石川梨華、Buono!、Lovelys（石川以下3組は2部のみ） MC：上々軍団、嗣永桃子、熊井友理奈 |
| Hello! Project 20th Anniversary!! Hello! Project COUNTDOWN PARTY 2017 〜GOOD BYE & HELLO!〜 12月31日 中野サンプラザ 1公演2部構成 ※ライブビューイングを国内21か所、海外1か所で実施 | モーニング娘。'17、アンジュルム、Juice=Juice、カントリー・ガールズ、こぶしファクトリー、つばきファクトリー、ハロプロ研修生、清水佐紀、熊井友理奈、中島早貴、鈴木愛理、矢口真里（1部のみ）、高橋愛、新垣里沙（2部のみ） MC：上々軍団、熊井友理奈、中島早貴 オープニングアクト： Lovelys |
| Hello! Project 20th Anniversary!! Hello! Project COUNTDOWN PARTY 2018 〜GOOD BYE & HELLO!〜 12月31日 中野サンプラザ 1公演2部構成 ※ライブビューイングを国内21か所、海外1か所で実施 | モーニング娘。'18、アンジュルム、Juice=Juice、カントリー・ガールズ、こぶしファクトリー、つばきファクトリー、BEYOOOOONDS、ハロプロ研修生、熊井友理奈、矢島舞美、中島早貴（2部のみ） MC：上々軍団、熊井友理奈、中島早貴 オープニングアクト：Lovelys |
| Hello! Project COUNTDOWN PARTY 2019 〜GOOD BYE & HELLO!〜 12月31日 中野サンプラザ 1公演2部構成 ※ライブビューイングを国内22か所、海外1か所で実施                                   | モーニング娘。'19、アンジュルム、Juice=Juice、こぶしファクトリー、つばきファクトリー、BEYOOOOONDS、ハロプロ研修生、道重さゆみ（1部のみ）、鈴木愛理、工藤遥、宮崎由加、治田敦（鈴木以下4名は2部のみ） MC：上々軍団、工藤遥、宮崎由加 オープニングアクト：Lovelys、上々軍団 |

### Hello! Project Year-End Party
2020年から2023年まで年末に行われているコンサート。2024年は開催なし。
| コンサートタイトル 日時・場所 | 出演者 |
| --- | --- |
| Hello! Project Year-End Party 2020 〜GOOD BYE & HELLO ! 〜 12月31日 中野サンプラザ 1公演3部構成 ※ライブビューイングを国内26か所で実施         | モーニング娘。'20、アンジュルム、Juice=Juice、つばきファクトリー、BEYOOOOONDS、ハロプロ研修生ユニット、ハロプロ研修生選抜、高山厳、田中れいな、Bitter & Sweet（高山以下3組は1部のみ）、堀内孝雄、PINK CRES.、鈴木愛理（以上2部のみ）、中島卓偉、松原健之、高橋愛、宮本佳林（以上3部のみ） MC：上々軍団 オープニングアクト：上々軍団 |
| Hello! Project Year-End Party 2021 ～GOOD BYE & HELLO ! ～ 12月30日 - 31日 中野サンプラザ 5公演 ※ライブビューイングを国内79か所で実施         | モーニング娘。'21、アンジュルム、Juice=Juice、つばきファクトリー、BEYOOOOONDS、OCHA NORMA、ハロプロ研修生、夏焼雅、須藤茉麻、熊井友理奈、小片リサ（夏焼以下4名は30日1部・31日1部）、勝田里奈（30日2部のみ）、宮本佳林（30日2部・31日2部）、鈴木愛理（31日2部）、矢島舞美、田中れいな（以上31日3部のみ） MC：宮崎由加                |
| Hello! Project Year-End Party 2022 ～GOOD BYE & HELLO ! ～ 12月30日 - 31日 中野サンプラザ 5公演 ※ライブビューイングを国内各所で実施           | モーニング娘。'22、アンジュルム、Juice=Juice、つばきファクトリー、BEYOOOOONDS、OCHA NORMA（31日のみ）、ハロプロ研修生 MC：須藤茉麻、勝田里奈（以上30日）、宮崎由加、稲場愛香（以上31日） |
| Hello! Project Year-End Party 2023 ～GOOD BYE & HELLO ! ～ 12月30日 - 31日 2都市6公演（ACT1・ACT2： J:COMホール八王子、ACT3：オリックス劇場） | ACT1・ACT2：モーニング娘。'23、つばきファクトリー、BEYOOOOONDS、ハロプロ研修生ユニット'23、ハロプロ研修生 ACT1・ACT3：アンジュルム、Juice=Juice、OCHA NORMA ACT2のみ：佐藤優樹、宮崎由加(MC)、森戸知沙希、小関舞(MC)、小片リサ ACT3のみ：竹内朱莉(MC)、勝田里奈(MC)、宮本佳林、稲場愛香、浅倉樹々                                   |

### その他の合同コンサート（特別公演）
| コンサートタイトル 日時・場所 | 出演者 |
| 2002年 | 2002年 |
| --- | --- |
| SPECIAL CONCERT「LIVE TOGETHER」 3月16日・4月29日 1都市（2会場）4公演                                                                                             | 平家みちよ、カントリー娘。、メロン記念日 |
| 「FOLK SONGS 3」発売記念イベント（コンサート） 12月8日 - 12月17日 4都市5公演                                                                                      | 中澤裕子、後藤真希、藤本美貴 |
| 2004年 | |
| 2004年夏ファーストコンサートツアー「Wスタンバイ! ダブルユー&ベリーズ工房!」 8月10日 - 10月11日 14都市25公演                                                       | W、Berryz工房 |
| 2005年 | |
| 後浦なつみコンサートツアー2005春「トライアングルエナジー」 4月10日 - 5月8日 5都市14公演                                                                           | 安倍なつみ、後藤真希、松浦亜弥 |
| ハロ☆プロ パーティ〜! 2005〜松浦亜弥キャプテン公演〜 5月21日 - 6月26日 11都市23公演                                                                               | 松浦亜弥、W、メロン記念日 |
| 2005年夏 W&Berryz工房コンサートツアー「HIGH SCORE!」 8月6日 - 28日 6都市15公演                                                                                    | W、Berryz工房 |
| 新姫路市誕生記念 松浦亜弥・W・メロン記念日コンサート in 姫路城 〜松浦亜弥 里帰りスペシャル〜 8月20日 姫路城三の丸広場 1公演                                       | 松浦亜弥、W、メロン記念日 |
| ハロ☆プロ パーティ〜! 2005〜松浦亜弥キャプテン公演NEO〜 9月3日 - 11月27日 20都市38公演                                                                            | 松浦亜弥、W、メロン記念日、（ゲスト：℃-ute） |
| FM三重開局20周年記念 松浦亜弥・Ｗコンサート 9月24日 三重県文化会館 2公演                                                                                          | 松浦亜弥、W |
| 2006年 | |
| ハロ☆プロオンステージ! 2006日本青年館公演『友情と魔法のトランプ〜スター楽屋裏物語〜』 2月15日 - 19日 日本青年館 7公演                                             | 安倍なつみ、アヤカ（ココナッツ娘。）、カントリー娘。、メロン記念日 |
| ハロ☆プロ パーティ〜! 2006〜後藤真希キャプテン公演〜 4月8日 - 6月25日 22都市49公演                                                                                | 後藤真希、辻希美、美勇伝 |
| 2007年 | |
| ハロ☆プロ オンステージ! 2007『Rockですよ!』 2月9日 - 18日 日本青年館 11公演                                                                                       | 後藤真希、メロン記念日 |
| 2008年 | |
| Berryz工房&℃-ute 仲良しバトルコンサートツアー2008春 〜Berryz仮面 vs キューティーレンジャー〜 4月20日 - 5月4日 4都市10公演                                         | Berryz工房、℃-ute |
| 2010年 | |
| スペシャルジョイント 2010春 〜感謝満開!真野恵里菜2周年突入&スマイレージ メジャーデビューへ桜咲け!ライブ〜 3月14日 - 4月3日 3都市5公演                             | 真野恵里菜、スマイレージ |
| 2011年 | |
| ℃-ute&スマイレージ プレミアムライブ2011春〜℃&Sコラボレーション大作戦〜 4月9日 - 6月25日 4都市13公演                                                               | ℃-ute、スマイレージ |
| Berryz工房&℃-ute コラボコンサートツアー2011秋 〜ベリキューアイランド〜 10月22日 - 12月3日 6都市16公演                                                             | Berryz工房、℃-ute |
| 2013年 | |
| 日比谷野音90周年記念事業 Hello! Project 野音プレミアムLIVE 〜外フェス〜 supported by Hellosmile 5月19日 日比谷野外音楽堂 2公演                                    | モーニング娘。、Berryz工房、℃-ute、スマイレージ、光井愛佳、Juice=Juice、ハロプロ研修生 |
| ナルチカ2013秋 ℃-ute×スマイレージ 10月5日 - 12月8日 8都市14公演                                                                                                   | ℃-ute、スマイレージ |
| ナルチカ2013秋 Berryz工房×Juice=Juice 10月12日 - 11月17日 8都市16公演                                                                                             | Berryz工房、Juice=Juice |
| 2015年 | |
| Berryz工房祭り 2月28日・3月1日 有明コロシアム 2公演 | Berryz工房、℃-ute、モーニング娘。'15、アンジュルム、Juice=Juice、カントリー・ガールズ、こぶしファクトリー、ハロプロ研修生 |
| Hello! Project New Fes! 2015 5月16日 渋谷公会堂 2公演 | カントリー・ガールズ、こぶしファクトリー、つばきファクトリー |
| Hello! Project New Fes! II 9月23日 - 26日 2都市4公演 | こぶしファクトリー、つばきファクトリー ゲスト：カントリー・ガールズ（26日大阪公演のみ） |
| 2018年 | |
| こぶしファクトリー&つばきファクトリー プレミアムライブ2018春 “KOBO” 5月3日 - 5日 2都市4公演                                                                       | こぶしファクトリー、つばきファクトリー |
| Hello! Project 20th Anniversary!! Hello! Project ハロ!フェス 2018 10月20日 - 21日 彩の国くまがやドーム 3公演                                                      | モーニング娘。'18、アンジュルム、Juice=Juice、カントリー・ガールズ、こぶしファクトリー、つばきファクトリー、BEYOOOOONDS、ハロプロ研修生 ゲスト：メロン記念日（21日のみ） オープニングアクト：カレッジ・コスモス |
| 2019年 | |
| Juice=Juice&カントリー・ガールズ LIVE 2月14日 Zepp Namba 1公演 | Juice=Juice、カントリー・ガールズ |
| Juice=Juice&カントリー・ガールズ LIVE 〜梁川奈々美 卒業スペシャル〜 3月11日 Zepp Tokyo 1公演 ※ライブビューイングを国内20か所で実施                                | Juice=Juice、カントリー・ガールズ |
| 2023年 | |
| さよなら中野サンプラザ音楽祭 6月8日 - 11日、中野サンプラザ 6公演                                                                                                  | Juice=Juice（8日）、BEYOOOOONDS（9日）、OCHA NORMA & ハロプロ研修生（10日）、つばきファクトリー（10日）、アンジュルム（11日）、モーニング娘。'23（11日） |
| Hello! Project 25th ANNIVERSARY CONCERT 9月9日 - 10日 国立代々木競技場 第一体育館 3公演 ※9日「Theme Of Hello!」、10日「ALL FOR ONE & ONE FOR ALL!」 ACT I、ACT II | 全公演出演 モーニング娘。’23、アンジュルム、Juice=Juice、つばきファクトリー、BEYOOOOONDS、OCHA NORMA、ハロプロ研修生ユニット’23、ハロプロ研修生 「ALL FOR ONE & ONE FOR ALL!」 ACT I のみ 中澤裕子(MC)、保田圭、矢口真里、市井紗耶香、石川梨華、辻希美、高橋愛、紺野あさ美、道重さゆみ、田中れいな、三好絵梨香、太陽とシスコムーン(信田美帆・稲葉貴子・小湊美和) 「ALL FOR ONE & ONE FOR ALL!」 ACT II のみ 須藤茉麻、夏焼雅、熊井友理奈、矢島舞美、鈴木愛理、佐藤優樹、竹内朱莉、勝田里奈、宮崎由加、宮本佳林、稲場愛香、小関舞、小片リサ、浅倉樹々 オープニングアクト：L!PP (from Hello! Project Dance Team)（「Theme Of Hello!」のみ） |

### コンサートツアーゲスト
ハロー!プロジェクトでは、特定のユニットやメンバーのコンサートツアーに、他のグループやメンバーがゲストとして帯同するケースがある。
| コンサートタイトル | ゲスト出演者 |
| モーニング娘。コンサートツアー                                                                                                   | モーニング娘。コンサートツアー |
| --- | --- |
| モーニング娘。 '99 Memory 青春の光ツアー                                                                                         | 平家みちよ |
| モーニング娘。 Summer & Autumn Event '99                                                                                         | 平家みちよ |
| モーニング娘。SPRING CONCERT TOUR 2000 Dancing Love Site                                                                         | カントリー娘。、メロン記念日 |
| モーニング娘。Summer Tour 2000                                                                                                   | 平家みちよ、メロン記念日 |
| モーニング娘。Autumn Tour 2000                                                                                                   | 平家みちよ、メロン記念日 |
| モーニング娘。CONCERT TOUR 2001 “ライブレボリューション春”                                                                       | 平家みちよ、カントリー娘。、松浦亜弥 |
| モーニング娘。CONCERT TOUR 2001 “ライブレボリューション夏”                                                                       | カントリー娘。、ココナッツ娘。 |
| モーニング娘。CONCERT TOUR 2001 “ライブレボリューション秋”                                                                       | 平家みちよ、メロン記念日、カントリー娘。 |
| モーニング娘。CONCERT TOUR 2002春 “LOVE IS ALIVE!”                                                                               | ココナッツ娘。、カントリー娘。、藤本美貴 |
| モーニング娘。CONCERT TOUR 2002夏 “LOVE IS ALIVE!”                                                                               | ココナッツ娘。、カントリー娘。 |
| モーニング娘。CONCERT TOUR 2002秋 “LOVE IS ALIVE!”                                                                               | ココナッツ娘。、カントリー娘。 |
| モーニング娘。CONCERT TOUR 2003春 〜NON STOP!〜                                                                                  | ココナッツ娘。、カントリー娘。 |
| モーニング娘。CONCERT TOUR 2003 〜15人でNON STOP!〜                                                                              | ココナッツ娘。、カントリー娘。 |
| モーニング娘。CONCERT TOUR 2004春 〜The BEST of Japan〜                                                                          | ココナッツ娘。、カントリー娘。 |
| モーニング娘。コンサートツアー2004 『The BEST of Japan 夏〜秋'04』                                                               | カントリー娘。、美勇伝 |
| モーニング娘。コンサートツアー2005春 〜第六感 ヒット満開!〜                                                                      | カントリー娘。、美勇伝 |
| 愛・地球博前夜祭記念スペシャルコンサート モーニング娘。コンサートツアー2005春 〜第六感 ヒット満開!〜                             | カントリー娘。、美勇伝、安倍なつみ、後藤真希 |
| モーニング娘。コンサートツアー2007秋 〜ボン キュッ! ボン キュッ! BOMB〜                                                          | 美勇伝 |
| モーニング娘。コンサートツアー2008秋 〜リゾナントLIVE〜                                                                          | MilkyWay（北原沙弥香・吉川友）、真野恵里菜（オープニングアクト、5都市公演のみ） |
| モーニング娘。コンサートツアー2010春〜ピカッピカッ！〜                                                                           | スマイレージ（オープニングアクト、3都市公演のみ） |
| モーニング娘。コンサートツアー2010秋 〜ライバル サバイバル〜 亀井絵里・ジュンジュン・リンリン卒業スペシャル                      | スマイレージ（オープニングアクト） |
| モーニング娘。コンサートツアー2011秋 愛BELIEVE 〜高橋愛卒業記念スペシャル〜                                                      | 紺野あさ美、小川麻琴（以上9月29日のみ） |
| モーニング娘。コンサートツアー2012春 〜ウルトラスマート〜                                                                        | みやさと奏（オープニングアクト） |
| モーニング娘。誕生15周年記念コンサートツアー2012秋 〜カラフルキャラクター〜                                                      | みやさと奏（オープニングアクト） |
| モーニング娘。コンサートツアー2013春 ミチシゲ☆イレブンSOUL 〜田中れいな卒業記念スペシャル〜                                      | LoVendoЯ、Juice=Juice（オープニングアクト、6都市公演のみ）、みやさと奏（オープニングアクト） |
| モーニング娘。コンサートツアー2013秋 〜CHANCE!〜                                                                                 | スマイレージ、Juice=Juice（オープニングアクト・ゲストアクト、11月28日のみ） |
| モーニング娘。'14コンサートツアー秋 GIVE ME MORE LOVE 〜道重さゆみ卒業記念スペシャル〜                                           | スマイレージ、Juice=Juice（オープニングアクト・ゲストアクト、11月26日のみ） |
| モーニング娘。'15コンサートツアー春 〜GRADATION〜                                                                                | こぶしファクトリー（オープニングアクト）、つばきファクトリー（オープニングアクト、5月27日のみ） |
| モーニング娘。'15コンサートツアー秋 〜PRISM〜                                                                                    | こぶしファクトリー、ハロプロ研修生（以上オープニングアクト） |
| モーニング娘。'16コンサートツアー春 〜EMOTION IN MOTION〜                                                                        | つばきファクトリー（オープニングアクト、一部の都市は出演なし） |
| モーニング娘。'16コンサートツアー春 〜EMOTION IN MOTION〜 鈴木香音卒業スペシャル                                                 | こぶしファクトリー、つばきファクトリー（以上オープニングアクト） |
| モーニング娘。'16コンサートツアー秋〜MY VISION〜                                                                                 | つばきファクトリー（オープニングアクト、12月11日のみ） |
| モーニング娘。'17 コンサートツアー 春 〜THE INSPIRATION!〜                                                                       | つばきファクトリー（オープニングアクト、5月26日・6月23日のみ） |
| モーニング娘。誕生20周年記念コンサートツアー秋 〜We are MORNING MUSUME〜                                                         | 辻希美、高橋愛、道重さゆみ、田中れいな（以上11月21日のみ） |
| モーニング娘。誕生20周年記念コンサートツアー2017秋〜We are MORNING MUSUME。〜工藤遥卒業スペシャル                                | つばきファクトリー（オープニングアクト） |
| モーニング娘。誕生20周年記念コンサートツアー2018春〜We are MORNING MUSUME。〜ファイナル                                          | こぶしファクトリー（オープニングアクト） |
| モーニング娘。誕生20周年記念コンサートツアー2018春〜We are MORNING MUSUME。〜ファイナル 尾形春水卒業スペシャル                   | つばきファクトリー（オープニングアクト） |
| モーニング娘。'18コンサートツアー秋〜GET SET, GO!〜ファイナル                                                                    | BEYOOOOONDS（オープニングアクト） |
| モーニング娘。'18コンサートツアー秋〜GET SET, GO!〜ファイナル 飯窪春菜卒業スペシャル                                             | BEYOOOOONDS（オープニングアクト） |
| モーニング娘。'19コンサートツアー春 〜BEST WISHES!〜                                                                             | こぶしファクトリー（ゲストアクト、3月16日・17日・5月4日）、つばきファクトリー（ゲストアクト、5月6日のみ）、BEYOOOOONDS（オープニングアクト＆チャレンジアクト、3月21日のみ）、ハロプロ研修生（オープニングアクト＆チャレンジアクト、一部の都市は出演なし） |
| モーニング娘。'19コンサートツアー春 〜BEST WISHES!〜FINAL                                                                        | BEYOOOOONDS（オープニングアクト&チャレンジアクト） |
| モーニング娘。'19コンサートツアー秋 〜KOKORO&KARADA〜FINAL                                                                       | BEYOOOOONDS、上々軍団（以上オープニングアクト） |
| モーニング娘。'21 コンサート 「Teenage Solution 〜佐藤優樹 卒業スペシャル〜」                                                    | BEYOOOOONDS、OCHA NORMA（以上オープニングアクト） |
| モーニング娘。'22 CONCERT TOUR 〜Never Been Better!〜 森戸知沙希卒業スペシャル                                                   | OCHA NORMA（オープニングアクト） |
| モーニング娘。'22 25th ANNIVERSARY CONCERT TOUR 〜SINGIN' TO THE BEAT〜加賀楓卒業スペシャル                                      | OCHA NORMA、ハロプロ研修生ユニット'22（以上オープニングアクト） |
| モーニング娘。'23 25th ANNIVERSARY CONCERT TOUR 〜glad quarter-century〜 at 日本武道館                                           | OCHA NORMA（オープニングアクト） |
| モーニング娘。'23 コンサートツアー秋「Neverending Shine Show」SPECIAL                                                            | OCHA NORMA（オープニングアクト）、安倍なつみ、保田圭、矢口真里、石川梨華、辻希美、高橋愛、道重さゆみ、田中れいな、佐藤優樹、森戸知沙希 |
| モーニング娘。'23 コンサートツアー秋「Neverending Shine Show 〜聖域〜」譜久村聖 卒業スペシャル                                   | ハロプロ研修生ユニット'23（オープニングアクト） |
| モーニング娘。'24 コンサートツアー春 MOTTO MORNING MUSUME。FINAL                                                                 | ハロプロ研修生ユニット'24（オープニングアクト） |
| モーニング娘。'24 コンサートツアー秋 WE CAN DANCE !〜Blå Eld〜石田亜佑美 FINAL                                                   | ロージークロニクル（オープニングアクト） |
| モーニング娘。'25 コンサートツアー春 Mighty Magic DX〜生田衣梨奈を見送って〜                                                     | ロージークロニクル（オープニングアクト） |
| Berryz工房コンサートツアー | |
| Berryz工房コンサートツアー2010初夏〜海の家 雄叫びハウス〜                                                                        | スマイレージ（オープニングアクト、5月2日のみ） |
| Berryz工房コンサートツアー2013春 〜Berryzマンション入居者募集中！〜                                                              | Juice=Juice（オープニングアクト、4月7日のみ） |
| Berryz工房10周年記念日本武道館スッぺシャルライブ2013〜やっぱりあなたなしでは生きてゆけない〜                                     | Juice=Juice（オープニングアクト） |
| ℃-uteコンサートツアー | |
| ℃-uteコンサートツアー2010春〜ショッキングLIVE〜                                                                                  | スマイレージ（オープニングアクト、3都市公演のみ） |
| ℃-uteコンサートツアー2013春〜トレジャーボックス〜                                                                                | Juice=Juice（オープニングアクト、4月20日のみ） |
| ℃-ute武道館コンサート2013『Queen of J-POP〜たどり着いた女戦士〜』                                                                | Juice=Juice（オープニングアクト） |
| 9→10周年記念℃-uteコンサートツアー2015春〜The Future Departure〜                                                                  | Juice=Juice、つばきファクトリー（オープニングアクト） |
| ℃-ute ラストコンサート in さいたまスーパーアリーナ 〜Thank you team℃-ute〜                                                       | モーニング娘。'17、アンジュルム、Juice=Juice、カントリー・ガールズ、こぶしファクトリー、つばきファクトリー（オープニングアクト） |
| Buono!ライブツアー | |
| Buono!ライブツアー2010〜We are Buono!〜                                                                                          | スマイレージ（オープニングアクト、2月20日・21日） |
| Buono! Festa 2016 | ℃-ute、カントリー・ガールズ、PINK CRES. |
| Buono! ライブ 2017 〜Pienezza!〜                                                                                                 | ℃-ute、カントリー・ガールズ、PINK CRES. |
| 真野恵里菜コンサートツアー | |
| 真野恵里菜ファーストコンサートツアー「Introduction〜はじめての感動〜」                                                           | スマイレージ |
| スマイレージ/アンジュルムコンサートツアー                                                                                        | |
| スマイレージ LIVE 2014夏 FULL CHARGE 〜715(なぁ いこう) 日本武道館〜                                                             | モーニング娘。'14、Berryz工房、℃-ute、Juice=Juice（スペシャルゲスト） |
| アンジュルム STARTING LIVE TOUR SPECIAL @日本武道館 『大器晩成』                                                                 | Juice=Juice、こぶしファクトリー、つばきファクトリー（オープニングアクト） |
| アンジュルム ファーストコンサートツアー2015秋『百花繚乱』                                                                        | つばきファクトリー（オープニングアクト） |
| アンジュルムファーストコンサートツアー 2015秋『百花繚乱』〜福田花音卒業スペシャル〜                                              | こぶしファクトリー、つばきファクトリー（オープニングアクト） |
| アンジュルム コンサートツアー 2016春 『九位一体』 〜田村芽実卒業スペシャル〜                                                     | こぶしファクトリー、つばきファクトリー（オープニングアクト） |
| アンジュルム コンサートツアー 2017春 〜変わるもの 変わらないもの                                                                 | つばきファクトリー（オープニングアクト、5月15日のみ） |
| アンジュルム コンサートツアー 2018春 十人十色 ＋ ファイナル                                                                      | こぶしファクトリー、つばきファクトリー（オープニングアクト） |
| ハロプロ プレミアム アンジュルム コンサートツアー 2019春 ファイナル 和田彩花卒業スペシャル 輪廻転生 〜あるとき生まれた愛の提唱〜 | BEYOOOOONDS（オープニングアクト） |
| アンジュルム コンサート2021 「桃源郷 〜笠原桃奈 卒業スペシャル〜」                                                               | BEYOOOOONDS、ハロプロ研修生ユニット（以上オープニングアクト） |
| アンジュルム CONCERT TOUR -The ANGERME- PERFECTION                                                                               | OCHA NORMA（オープニングアクト） |
| アンジュルム concert 2022 autumn final ANGEL SMILE                                                                               | ハロプロ研修生ユニット'22（オープニングアクト） |
| ANGERME CONCERT 2023 BIG LOVE 竹内朱莉 FINAL LIVE「アンジュルムより愛をこめて」                                                  | OCHA NORMA（オープニングアクト） |
| ANGERME CONCERT 2024 SECRET SECRET 佐々木莉佳子 FINAL「愛情の世界へ、君もおいでよ」                                              | ロージークロニクル（オープニングアクト） |
| ANGERME 10th ANNIVERSARY TOUR 2024 AUTUMN『ROOTS』川村文乃 FINAL ☆KIRAKIRA☆                                                      | ロージークロニクル（オープニングアクト） |
| アンジュルム 10th Anniversary tour 2025春 「桜梅桃李」上國料萌衣 FINAL 〜お先はまっキラ!〜                                       | ロージークロニクル（オープニングアクト） |
| Juice=Juiceコンサートツアー | |
| Juice=Juice LIVE MISSION FINAL at 日本武道館                                                                                     | つばきファクトリー（オープニングアクト） |
| Juice=Juice LIVE AROUND 2017 FINAL at 日本武道館 〜Seven Squeeze!〜                                                              | つばきファクトリー（オープニングアクト） |
| Juice=Juice LIVE 2018 at NIPPON BUDOKAN TRIANGROOOVE                                                                             | つばきファクトリー（オープニングアクト）、BEYOOOOONDS |
| ハロプロ プレミアム Juice=Juice CONCERT TOUR 2019 〜JuiceFull!!!!!!!〜 FINAL 宮崎由加卒業スペシャル                              | BEYOOOOONDS（オープニングアクト） |
| Juice=Juice Concert 2019 〜octopic!〜                                                                                            | BEYOOOOONDS、上々軍団（以上オープニングアクト） |
| Juice=Juice Concert 2021 〜FAMILIA〜 金澤朋子ファイナル                                                                          | BEYOOOOONDS、ハロプロ研修生ユニット（以上オープニングアクト） |
| Juice=Juice CONCERT TOUR 〜terzo〜 FINAL 稲場愛香卒業スペシャル                                                                  | OCHA NORMA（オープニングアクト） |
| Juice=Juice CONCERT TOUR 〜final: nouvelle vague〜                                                                               | OCHA NORMA（オープニングアクト） |
| Juice=Juice 10th ANNIVERSARY CONCERT TOUR 〜10th Juice at BUDOKAN〜                                                              | OCHA NORMA（オープニングアクト） |
| Juice=Juice Concert Tour 2024 1=LINE 植村あかり卒業スペシャル                                                                    | ハロプロ研修生ユニット'24（オープニングアクト） |
| Juice=Juice Concert Tour 2024 TRIANGROOOVE2 Special                                                                              | ロージークロニクル |
| Juice=Juice Concert Tour 2025 Crimson×Azure Special                                                                              | ロージークロニクル（オープニングアクト） |
| カントリー・ガールズライブツアー                                                                                                 | |
| カントリー・ガールズ ライブツアー2015                                                                                            | つばきファクトリー（フレッシュアクト） |
| 嗣永桃子ラストライブ ♥ありがとう おとももち♥                                                                                     | モーニング娘。'17、アンジュルム、Juice=Juice、こぶしファクトリー、つばきファクトリー（以上オープニングアクト） |
| つばきファクトリーコンサート | |
| つばきファクトリー コンサート2021 「CAMELLIA〜日本武道館スッペシャル〜」                                                         | BEYOOOOONDS、ハロプロ研修生ユニット（以上オープニングアクト） |
| つばきファクトリー CONCERT TOUR〜PARADE 日本武道館スッペシャル〜                                                                 | OCHA NORMA（オープニングアクト） |
| つばきファクトリー コンサートツアー 2023秋 可惜夜〜山岸理子・岸本ゆめの 卒業スッぺシャル〜暁                                     | OCHA NORMA（オープニングアクト） |
| つばきファクトリー コンサートツアー 2024 春「C'mon Everybody !」新沼希空卒業スッペシャル 〜 Ready Go!Now!〜                      | ハロプロ研修生ユニット'24（オープニングアクト）、山岸理子、小片リサ、岸本ゆめの、浅倉樹々 |
| つばきファクトリー 10th Anniversary Concert at BUDOKAN 〜OUR DAYS〜                                                              | ロージークロニクル（オープニングアクト） |
| BEYOOOOONDSコンサート | |
| BEYOOOOOND1St CONCERT TOUR どんと来い! BE HAPPY! at BUDOOOOOKAN!!!!!!!!!!!!                                                      | OCHA NORMA（オープニングアクト） |
| BEYOOOOONDS CONCERT TOUR『NEO BEYO at BUDOOOOOKAN!!!!!!!!!!!!』                                                                  | OCHA NORMA（オープニングアクト） |
| BEYOOOOONDS CONCERT 2024 AUTUMN『DISCOOOOOTHEQUE BUDOOOOOKAN』                                                                   | ロージークロニクル（オープニングアクト） |
| BEYOOOOONDS CONCERT 2025 SPRING 〜Take Me Out To The BUDOOOOOKAN!『Treasury Island』〜                                           | ロージークロニクル（オープニングアクト） |
| 松浦亜弥コンサートツアー | |
| 松浦亜弥 ファーストコンサートツアー2002 春 “ファーストデート”                                                                    | 平家みちよ、メロン記念日 |
| 松浦亜弥 サマーライブ2002コンサート                                                                                              | メロン記念日 |
| 松浦亜弥 コンサートツアー2002秋“Yeah!めっちゃライブ”                                                                             | 稲葉貴子、メロン記念日 |
| 松浦亜弥コンサートツアー2003春〜松リングPINK〜                                                                                   | 稲葉貴子 |
| 松浦亜弥コンサートツアー2003秋〜あややヒットパレード!〜                                                                          | 稲葉貴子 |
| 松浦亜弥コンサートツアー2005春〜101回目のKISS〜HAND IN HAND〜                                                                    | メロン記念日 |
| 松浦亜弥コンサートツアー2006春〜OTONA no NAMIDA〜                                                                                | カントリー娘。 |
| 後藤真希コンサートツアー | |
| 後藤真希ファーストコンサートツアー2003春〜ゴー! マッキングGOLD〜                                                                 | メロン記念日 |
| 後藤真希コンサートツアー2003秋〜セクシー! マッキングGOLD〜                                                                       | メロン記念日 |
| 後藤真希コンサートツアー2004春〜真金色に塗っちゃえ!〜                                                                            | 稲葉貴子 |
| 後藤真希コンサートツアー2004秋〜あゝ真希の調べ〜                                                                                 | 稲葉貴子 |
| 後藤真希コンサートツアー2005秋〜はたち〜                                                                                         | 稲葉貴子 |
| 安倍なつみコンサートツアー | |
| 安倍なつみファーストコンサートツアー2004〜あなた色〜                                                                             | 中澤裕子、保田圭 |
| 安倍なつみコンサートツアー2004〜あなた色プレミアム〜                                                                             | 中澤裕子、保田圭 |
| 地球温暖化防止キャンペーン「熱っちい地球を冷ますんだっ!」 安倍なつみ 歌とトークの ふれあいコンサート                             | 保田圭、℃-ute |
| 安倍なつみコンサートツアー2005秋〜24カラット〜                                                                                   | カントリー娘。 |
| 安倍なつみコンサートツアー2006春〜おとめちっくBank〜                                                                             | 飯田圭織 |
| 美勇伝コンサートツアー | |
| 美勇伝ファーストコンサートツアー2005春〜美勇伝説〜                                                                               | 稲葉貴子、カントリー娘。 |

## イベント

### スポーツフェスティバル（旧・大運動会）
詳細は『ハロー!プロジェクトスポーツフェスティバル』を参照。
- Hello! Project大運動会（2001年3月31日、さいたまスーパーアリーナ）
- 2002年ハロー!プロジェクト大運動会（2002年11月3日、大阪ドーム）
- ハロー!プロジェクト スポーツフェスティバル2003（2003年11月16日、大阪ドーム / 11月22日、東京ドーム）
- Hello! Project SPORTS FESTIVAL 2004（2004年11月14日、豊田スタジアム / 12月5日、さいたまスーパーアリーナ）
- Hello! Project SPORTS FESTIVAL 2006（2006年3月19日、さいたまスーパーアリーナ）

### 文化祭
詳細は『モーニング娘。“熱っちぃ地球を冷ますんだっ。”文化祭』を参照。
- 文化祭2004〜STOP! 地球温暖化〜（2004年6月19日 - 20日、幕張メッセ国際展示場4・5・6ホール）
- 文化祭2005 in 横浜「20XX年世界大温暖化!! どうする日本! どうするあなた?」（2005年10月8日 - 10日、パシフィコ横浜展示ホールA・B・C・D）
- 文化祭2006 in 横浜（2006年9月16日 - 17日、パシフィコ横浜展示ホールA・B・C・D）
- 文化祭2007 in 横浜（2007年10月8日 - 9日、パシフィコ横浜展示ホールA・B・C・D）

### 名古屋定期イベント
名古屋のシネマコンプレックスを常設会場として行われている定期イベント。内容はファンクラブイベントとほぼ同じだが、チケットは一般販売もされている。
- ENPLEX × Hello! Project  名古屋定期イベント（2016年8月30日 - 2021年12月21日[32]/ 2023年12月4日 - [33]）

開催日：毎週月曜日 （2021年12月までは毎週火曜日）
開催場所：名古屋 ミッドランドスクエア シネマ2
出演者：ハロー!プロジェクトメンバーから週替わりで1〜3名が出演（イベント内容により出演人数が異なる）

### その他のイベント
- ハロー!プロジェクト☆フェスティバル2011（2011年11月23日、よみうりランドオープンシアターEAST）
- ハロプロ・オールスターズ シングル発売記念イベント 〜チーム対抗歌合戦〜（2018年10月21日、彩の国くまがやドーム体育館）

## 舞台・ミュージカル

### 劇団ゲキハロ
ハロー!プロジェクトと小演劇界がコラボレーションした演劇プロジェクト。主演および主要キャストを、ハロー!プロジェクトのメンバーおよびアップフロントグループ所属タレントが務める。第13回公演で「観客動員数10万人」を達成してシリーズを終了した。
- 旗揚げ公演 『江戸から着信！？〜タイムスリップto圏外！〜』（2006年11月1日-2006年11月12日、16公演）池袋シアターグリーン BIG TREE THEATER
脚本：前川知大、演出：岩井秀人
主演：Berryz工房、出演：稲葉貴子、メロン記念日、ハロプロエッグ選抜（北原沙弥香、湯徳歩美、西念未彩、澤田由梨）、青木十三雄
- 第2回公演 『寝る子はキュート』（2007年6月15日-2007年6月24日、13公演）池袋サンシャイン劇場
脚本・演出：塩田泰造
主演：℃-ute
- 第3回公演『リバース！ 〜私の体どこですか？』（2007年11月3日-2007年11月11日、12公演）池袋サンシャイン劇場
脚本・演出：伊藤えん魔
主演：Berryz工房、出演：ハロプロエッグ選抜（西念未彩、森咲樹、湯徳歩美、古峰桃香、和田彩花）
- 第4回公演 『携帯小説家』（2008年10月17日-2008年10月26日、16公演）池袋サンシャイン劇場
脚本・演出：太田善也
主演：℃-ute、出演：あいざわ元気、村上東奈
- 第5回公演 『Berryz工房　VS　Berryz工房』（2008年11月19日-2008年11月23日、8公演）東京芸術劇場中ホール
脚本・演出：楠本柊生
出演：Berryz工房、ハロプロエッグ選抜（岡田唯、仙石みなみ）、楠本柊生
- 第6回公演 『あたるも八卦!?』（2009年6月17日-2009年6月21日、8公演）ル・テアトル銀座
脚本・演出：川原万季
主演：℃-ute、出演：あいざわ元気、しおつかこうへい
- 第7回公演 『サンク ユー ベリー ベリー』（2009年9月17日-2009年9月27日、18公演）池袋サンシャイン劇場/サンケイホールブリーゼ
脚本・演出：塩田泰造
主演：Berryz工房、出演：あいざわ元気、森実友紀、和泉宗兵、アップフロントエッグ選抜（佐野香織里）
- 第8回公演 BS-TBS 10周年企画『おばぁちゃん家のカレーライス 〜スマイルレシピ〜』（2009年8月18日-2009年8月22日、11公演）六本木 俳優座劇場
脚本：坪田文、演出：三原光尋
主演：スマイレージ、出演：草村礼子
- 第9回公演 『三億円少女』（2010年9月18日-2010年10月17日、20公演）池袋サンシャイン劇場/イオン化粧品シアターBRAVA!
脚本・演出：塩田泰造
主演：Berryz工房、出演：南翔太、和泉宗兵、斉藤佑介、ハロプロエッグ選抜（宮本佳林、田辺奈菜美）
- 第10回公演 『大正浪漫　ハイカラ探偵王　青いルビー殺人事件』（2011年6月29日-2011年7月3日、11公演）六本木 俳優座劇場
脚本：加藤淳也、演出：小中和哉
主演：田中れいな、出演：佐野和真、Berryz工房選抜（清水佐紀、須藤茉麻）、菊池美里、愛萌、佐藤晴彦、村上東奈、三澤紗千香
- 第11回公演 『戦国自衛隊～女性自衛官帰還セヨ ／女性自衛官死守セヨ～』（2011年9月16日-2011年9月25日、26公演）池袋サンシャイン劇場/イオン化粧品シアターBRAVA!
  - 女性自衛官帰還セヨ
脚本：林誠人、演出：鈴木早苗
主演：Berryz工房（須藤茉麻、夏焼雅、熊井友理奈、菅谷梨沙子）、℃-ute（矢島舞美、中島早貴）、出演：勝野洋、北条隆博、新井康弘、青山郁代、中川素州、南誉士広
  - 女性自衛官死守セヨ
脚本・演出：塩田泰造
主演：Berryz工房（清水佐紀、嗣永桃子、徳永千奈美）、℃-ute（ 鈴木愛理、岡井千聖、萩原舞）、出演：横山一敏、中川素州、和泉宗兵、斉藤佑介、南誉士広
- 第12回公演 「キャッツ♥アイ」（2012年9月22日-2012年10月14日、20公演）池袋サンシャイン劇場/イオン化粧品シアターBRAVA!
  - A「盗む側にドラマがある。」
脚本：太田善也、演出：鈴木早苗
主演：℃-ute選抜（矢島舞美、萩原舞、中島早貴）、Berryz工房選抜（須藤茉麻、清水佐紀、熊井友理奈、菅谷梨沙子）、出演：加藤慶祐、ムラコ、静恵一、市川大貴
  - B「盗まれる側にもドラマがある。」
脚本・演出：塩田泰造
主演：Berryz工房選抜（熊井友理奈、菅谷梨沙子、清水佐紀、須藤茉麻）、℃-ute選抜（中島早貴、矢島舞美、萩原 舞）、出演：和泉宗兵、横山一敏
- 特別公演 「さくらの花束」（2013年3月14日-2013年3月24日、22公演）池袋シアターグリーン
脚本：坪田文、演出：大岩美智子
  - 教室「チルチルサクラ」BIG TREE THEATER
主演：℃-ute、出演：藤井千帆、
  - 生徒会室「桜色に頬染めて」BOX in BOX THEATER
主演：℃-ute、出演：福永マリカ、ハロプロ研修生選抜（野村みな美、一岡伶奈）
  - 教室「さくらん少女」BASE THEATER
主演：℃-ute、出演：ハロプロ研修生選抜（野村みな美、一岡伶奈）
- 大人の麦茶×ゲキハロ 「ごがくゆう」（2013年6月12日-6月23日、13公演）紀伊國屋サザンシアター/シアターBRAVA!
脚本・演出：塩田泰造
主演：モーニング娘。選抜（譜久村聖、鞘師里保、飯窪春菜、石田亜佑美、工藤遥）、出演：和泉宗兵、岩田有弘
- 第13回公演 「我らジャンヌ 〜少女聖戦歌劇〜」（2013年9月6日-2013年9月23日、22公演）池袋サンシャイン劇場/シアターBRAVA!
脚本・演出：末満健一、音楽：和田俊輔
主演：Berryz工房（菅谷梨沙子、熊井友理奈、須藤茉麻、夏焼雅、徳永千奈美、清水佐紀、嗣永桃子）、スマイレージ（和田彩花、福田花音、中西香菜、田村芽実、勝田里奈、竹内朱莉）、出演：山本匠馬、桝井賢斗、逆木圭一郎

### 演劇女子部
アップフロントグループとBS-TBSの共同で発足した、女子だけによる演劇舞台公演プロジェクト。
- 演劇女子部「僕たち可憐な少年合唱団」（2014年3月14日 - 2014年3月23日、19公演）池袋シアターグリーン BOX in BOX THEATER
脚本：太田善也、演出：大岩美智子
  - 気球にのってどこまでも編
主演：ハロプロ研修生選抜（浜浦彩乃、山岸理子、加賀楓、佐々木莉佳子）、出演：ハロプロ研修生選抜（田辺奈菜美、室田瑞希、山木梨沙、大浦央菜）、保田圭、小川麻琴
  - アニーローリー編
主演：ハロプロ研修生選抜（田辺奈菜美、室田瑞希、山木梨沙、大浦央菜）、出演：ハロプロ研修生選抜（浜浦彩乃、山岸理子、加賀楓、佐々木莉佳子）、保田圭、小川麻琴
- Berryz工房10周年記念舞台　演劇女子部「ミュージカル 戦国自衛隊」（2014年5月12日 - 2014年5月18日、11公演）全労済ホールスペース・ゼロ
脚本：加藤淳也、演出：大岩美智子、音楽：遠藤浩二
主演：Berryz工房、出演： 村上東奈、五条まい
- 演劇女子部 ミュージカル「LILIUM-リリウム 少女純潔歌劇-」（2014年6月5日 - 2014年6月21日、19公演）池袋サンシャイン劇場／森ノ宮ピロティホール
脚本・演出：末満健一、音楽：和田俊輔
出演：モーニング娘。'14選抜（譜久村聖、鞘師里保、鈴木香音、石田亜佑美、佐藤優樹、工藤遥、小田さくら）、スマイレージ（和田彩花、福田花音、中西香菜、竹内朱莉、勝田里奈、田村芽実）、ハロプロ研修生選抜（田辺奈菜美、加賀楓、佐々木莉佳子）
- 演劇女子部 S/mileage's JUKEBOX MUSICAL 「SMILE FANTASY!」（2014年10月4日 - 2014年10月13日、15公演）全労済ホール スペース・ゼロ
脚本・演出：末満健一、音楽：和田俊輔
主演：スマイレージ（和田彩花、福田花音、中西香菜、竹内朱莉、勝田里奈、田村芽実）、出演：ハロプロ研修生選抜（田口夏実、野村みな美、斎藤夏奈）、演劇女子部（石井杏奈、杉本涼葉、富澤衿香）
- 演劇女子部 「ミュージカル 恋するハローキティ」（2014年11月19日 - 2014年11月24日、10公演）紀伊國屋サザンシアター
脚本：坪田文、演出：西森英行、音楽：和田俊輔
主演：Juice=Juice（宮崎由加、金澤朋子、高木紗友希、宮本佳林、植村あかり）、出演：演劇女子部（小野田暖優、松下華菜）
- 演劇女子部 ミュージカル「Week End Survivor」（2015年3月26日-2015年4月5日、18公演）池袋シアターグリーン BIG TREE THEATER
脚本：太田善也、演出：大岩美智子、音楽：和田俊輔
主演：こぶしファクトリー（藤井梨央、広瀬彩海、野村みな美、小川麗奈、浜浦彩乃、田口夏実、和田桜子、井上玲音 ）、出演：須藤茉麻
- 演劇女子部 ミュージカル「TRIANGLE-トライアングル-」（2015年6月18日 - 2015年6月28日、16公演）池袋サンシャイン劇場
脚本：塩田泰造、演出：吉田健、音楽：市川淳
主演：モーニング娘。'15選抜（譜久村聖、鞘師里保、石田亜佑美、佐藤優樹、工藤遥、小田さくら、尾形春水、野中美希、牧野真莉愛、羽賀朱音）、出演：須藤茉麻、演劇女子部（石井杏奈、小野田暖優）、小片リサ（つばきファクトリー）、高瀬くるみ（ハロプロ研修生）
- 演劇女子部 ミュージカル「サンクユーベリーベリー」（2015年10月8日 - 2015年10月18日、18公演）池袋シアターグリーン BIG TREE THEATER
脚本：塩田泰造
主演：つばきファクトリー（小片リサ、山岸理子、新沼希空、谷本安美、岸本ゆめの、浅倉樹々）、出演：須藤茉麻
- 演劇女子部 「気絶するほど愛してる！」（2016年3月25日 - 2016年4月3日、18公演）池袋シアターグリーン BIG TREE THEATER
脚本：太田善也、演出：大岩美智子、音楽：和田俊輔
出演：カントリー・ガールズ選抜（山木梨沙、稲場愛香、森戸知沙希、小関舞、梁川奈々美、船木結）、つばきファクトリー（山岸理子、小片リサ、新沼希空、谷本安美、岸本ゆめの、浅倉樹々）、演劇女子部（石井杏奈、小野田暖優）、須藤茉麻
- 演劇女子部 「続・11人いる！東の地平・西の永遠」（2016年6月11日 - 2016年6月26日、20公演）京都劇場／池袋サンシャイン劇場
脚本：坪田文、演出：西森英行（Innocent Sphere）
出演：モーニング娘。'16（譜久村聖、生田衣梨奈、飯窪春菜、石田亜佑美、佐藤優樹、工藤遥、小田さくら、尾形春水、野中美希、牧野真莉愛、羽賀朱音 ）、つばきファクトリー選抜（山岸理子、小片リサ、岸本ゆめの、浅倉樹々）、ハロプロ研修生選抜（橋本渚、高瀬くるみ）、演劇女子部（石井杏奈、小野田暖優）、汐月しゅう、未沙のえる
- 演劇女子部 「モード」（2016年10月1日 - 2016年10月10日、16公演）全労済ホール スペース・ゼロ
脚本・演出：太田善也
出演：アンジュルム（和田彩花、中西香菜、竹内朱莉、勝田里奈、室田瑞希、相川茉穂、佐々木莉佳子、上國料萌衣、笠原桃奈）、清野桃々姫（ハロプロ研修生）、佐藤友紀、ヒルタ街
- 演劇女子部 「ネガポジポジ」（2016年11月3日 - 2016年11月20日、24公演）池袋シアターグリーン BIG TREE THEATER
脚本・演出：江本純子
出演：つばきファクトリー選抜（山岸理子、小片リサ、浅倉樹々、小野瑞歩）、ハロプロ研修生選抜（一岡伶奈、加賀楓、堀江葵月、高瀬くるみ、前田こころ、金津美月、小野琴己、清野桃々姫、川村文乃、横山玲奈、吉田真理恵、西田汐里）、小野田暖優（演劇女子部）、須藤茉麻、梨木智香
- 演劇女子部「ファラオの墓」（2017年6月2日 - 2017年6月11日、16公演）池袋サンシャイン劇場
脚本：清水有生、演出：太田善也、音楽：和田俊輔
出演 モーニング娘。'17（譜久村聖、生田衣梨奈、飯窪春菜、石田亜佑美、佐藤優樹、工藤遥、小田さくら、尾形春水、野中美希、牧野真莉愛、羽賀朱音、加賀楓、横山玲奈）、汐月しゅう、扇けい、演劇女子部（石井杏奈、小野田暖優）、ハロプロ研修生選抜（一岡伶奈、高瀬くるみ、清野桃々姫、川村文乃）
- 演劇女子部「夢見るテレビジョン」（2017年10月5日 - 2017年10月15日、17公演）全労済ホール スペース・ゼロ
脚本：太田善也、演出：吉田健（TBSテレビ）、音楽：和田俊輔
出演：アンジュルム（和田彩花、中西香菜、竹内朱莉、勝田里奈、室田瑞希、佐々木莉佳子、上國料萌衣、笠原桃奈、船木結、川村文乃）、須藤茉麻、石井杏奈（演劇女子部）、高瀬くるみ、中島早貴
- 演劇女子部「僕たち可憐な少年合唱団」（2017年10月26日 - 2017年11月12日、27公演）池袋シアターグリーン BOX in BOX THEATER
脚本：太田善也、演出：大岩美智子
  - ♯（シャープ）組
主演：ハロプロ研修生選抜（堀江葵月、野口胡桃、西田汐里、島倉りか）、出演：ハロプロ研修生選抜（前田こころ、金津美月、小野琴己、山田苺）、高橋愛、扇けい
  - ♭（フラット）組
主演：ハロプロ研修生選抜（前田こころ、金津美月、小野琴己、山田苺）、出演：ハロプロ研修生選抜（堀江葵月、野口胡桃、西田汐里、島倉りか）、高橋愛、扇けい
- 演劇女子部「ファラオの墓〜蛇王・スネフェル〜」（2018年6月1日 - 2018年6月17日、20公演）池袋サンシャイン劇場／大阪メルパルクホール
脚本：清水有生、演出：太田善也、音楽：和田俊輔
出演 モーニング娘。'18（譜久村聖、生田衣梨奈、飯窪春菜、石田亜佑美、佐藤優樹、小田さくら、野中美希、牧野真莉愛、羽賀朱音、加賀楓、横山玲奈、森戸知沙希）[注 30]、北林明日香、清水佐紀、汐月しゅう、扇けい、演劇女子部（石井杏奈、小野田暖優）、ハロプロ研修生選抜（堀江葵月、前田こころ、野口胡桃）
- 演劇女子部「タイムリピート〜永遠に君を想う〜」（2018年9月28日 - 2018年10月8日、16公演）全労済ホール スペース・ゼロ
脚本：太田善也、演出：西森英行（Innocent Sphere）、音楽：和田俊輔、振付：YOSHIKO
出演：Juice=Juice（宮崎由加、金澤朋子、高木紗友希、宮本佳林、植村あかり、梁川奈々美、段原瑠々、稲場愛香）、高瀬くるみ、前田こころ、山﨑夢羽、岡村美波、清野桃々姫
- 演劇女子部 「アタックNo.1」（2018年11月29日 - 12月9日、全16公演）全労済ホールスペース・ゼロ
脚本：保木本真也、演出：星田良子
出演：アンジュルム（和田彩花、中西香菜、竹内朱莉、勝田里奈、室田瑞希、佐々木莉佳子、上國料萌衣、笠原桃奈、船木結、川村文乃）[注 31]、CHICA#TETSU（一岡伶奈、島倉りか、西田汐里、江口紗耶）、小野田暖優（演劇女子部）、麻尋えりか
- 演劇女子部「不思議の国のアリスたち」（2019年4月19日 - 4月29日、全14公演）全労済ホールスペース・ゼロ
脚本・演出：太田善也、音楽：和田俊輔、振付：YOSHIKO
出演：BEYOOOOONDS（一岡伶奈、島倉りか、西田汐里、江口紗耶、高瀬くるみ、前田こころ、山﨑夢羽、岡村美波、清野桃々姫、平井美葉、小林萌花、里吉うたの）、KANA∞、須藤茉麻
- 演劇女子部「遙かなる時空の中で6 外伝 〜黄昏ノ仮面〜」（2019年6月6日 - 2019年6月23日、18公演）池袋サンシャイン劇場／大阪メルパルクホール
脚本：西森英行（Innocent Sphere）・中島庸介（キ上の空論 / オフィス上の空）、演出：吉田健（TBSテレビ）、音楽：岩永真奈、振付：YOSHIKO
出演：つばきファクトリー（山岸理子、小片リサ、谷本安美、岸本ゆめの、小野瑞歩、小野田紗栞、秋山眞緒）、須藤茉麻、清水佐紀、扇けい、金光留々（ハロプロ研修生）[注 32]、小野田暖優（演劇女子部）[注 33]、アンサンブル：金子佳代、五十嵐睦美、中井絢子、一瀬佐季、杉森菜摘、山崎千夏
- 演劇女子部「リボーン〜13人の魂は神様の夢を見る〜」（2019年11月14日 - 2019年11月24日、16公演）こくみん共済 coop ホール／スペース・ゼロ
脚本：太田善也、演出：吉田健（TBSテレビ）、音楽：はたけ（シャ乱Q）
出演：こぶしファクトリー（広瀬彩海、野村みな美、浜浦彩乃、和田桜子、井上玲音）、BEYOOOOONDS（一岡伶奈、島倉りか、西田汐里、江口紗耶、高瀬くるみ、前田こころ、山﨑夢羽、岡村美波、清野桃々姫、平井美葉、小林萌花、里吉うたの）
- 演劇女子部「アラビヨーンズナイト」（2020年10月9日 - 10月18日、全17公演）こくみん共済 coop ホール／スペース・ゼロ
脚本・演出：太田善也、音楽：和田俊輔、振付：YOSHIKO
出演：BEYOOOOONDS（一岡伶奈、島倉りか、西田汐里、江口紗耶、高瀬くるみ、前田こころ、山﨑夢羽、岡村美波、清野桃々姫、平井美葉、小林萌花、里吉うたの）、KANA∞
- 演劇女子部「眠れる森のビヨ」（2021年4月16日 - 4月25日、全15公演）こくみん共済 coop ホール／スペース・ゼロ
脚本・演出：中島庸介、音楽：和田俊輔、振付：YOSHIKO
出演：BEYOOOOONDS（一岡伶奈、島倉りか、西田汐里、江口紗耶、高瀬くるみ、前田こころ、山﨑夢羽、岡村美波、清野桃々姫、平井美葉、小林萌花、里吉うたの）
- 演劇女子部「図書館物語～3つのブックマーク～」（2021年11月11日 - 11月21日、全18公演）池袋シアターグリーン BIG TREE THEATER
脚本：太田善也、演出：中島庸介、音楽：遠藤浩二、振付：YOSHIKO
出演：ハロプロ研修生ユニット（米村姫良々・石栗奏美・窪田七海・斉藤円香・北原もも）、ハロプロ研修生（松原ユリヤ・小野田華凜・橋田歩果・平山遊季・村越彩菜・石山咲良・吉田姫杷）
- 演劇女子部「ビヨサイユ宮殿」（2022年11月11日 - 11月20日、全15公演）こくみん共済 coop ホール／スペース・ゼロ
脚本・演出：毛利亘宏、音楽：和田俊輔、振付：YOSHIKO
出演：BEYOOOOONDS（一岡伶奈、島倉りか、西田汐里、江口紗耶、高瀬くるみ、前田こころ、山﨑夢羽、岡村美波、清野桃々姫、平井美葉、小林萌花、里吉うたの）
- 演劇女子部「ビヨスパイ～消えたアタッシュケース～」（2023年11月10日 - 11月26日、全20公演）こくみん共済 coop ホール／スペース・ゼロ、大阪サンケイホールブリーゼ
脚本：渡辺千穂、演出：西森英行（InnocentSphere）、音楽：和田俊輔、振付：YOSHIKO
出演：BEYOOOOONDS（一岡伶奈、島倉りか、西田汐里、江口紗耶、高瀬くるみ、前田こころ、山﨑夢羽、岡村美波、清野桃々姫、平井美葉、小林萌花、里吉うたの）・汐月しゅう
アンサンブル：大塚優希・田畑渚・福田楓・瑚菊（JAE）
- 演劇女子部「ミラーガール」（2024年11月8日 - 11月17日、全13公演）こくみん共済 coop ホール／スペース・ゼロ
脚本：渡辺千穂、演出：塩田泰造、音楽：和田俊輔・文愛実、振付：YOSHIKO
出演：OCHA NORMA（斉藤円香、広本瑠璃、石栗奏美、米村姫良々、窪田七海、田代すみれ、中山夏月姫、西﨑美空、北原もも、筒井澪心）・望月麻里・須藤茉麻

## 書籍・雑誌

### 写真集

#### ライブ写真集
ハロー!プロジェクトでは、年2回（夏・冬）のコンサートが行われる度に写真集が出版された。現在は出版されていないが、インターネットを通じて写真集を販売できるサービスを行っていた。
| タイトル                                                                                              | 発売日                                                       | 出版社                                                       | ISBN                                                         |
| 2000年夏ツアー「Hello! Project 2000 集まれ! サマーパーティ」                                          | 2000年夏ツアー「Hello! Project 2000 集まれ! サマーパーティ」 | 2000年夏ツアー「Hello! Project 2000 集まれ! サマーパーティ」 | 2000年夏ツアー「Hello! Project 2000 集まれ! サマーパーティ」 |
| --- | ------------------------------------------------------------ | ------------------------------------------------------------ | ------------------------------------------------------------ |
| Hello! Project 2000 明日の汗、フー。                                                                  | 2000年4月27日                                                | 竹書房                                                       | 4-812406765                                                  |
| 2001年冬ツアー「Hello! Project 2001 すごいぞ! 21世紀」                                                |                                                              |                                                              |                                                              |
| Hello! Project 2001 - Sugoizo!21st century GREEN BOOK                                                 | 2001年5月10日                                                | 竹書房                                                       | 4-812407524                                                  |
| Hello! Project 2001 - Sugoizo!21st century RED BOOK                                                   | 2001年5月10日                                                | 竹書房                                                       | 4-812407516                                                  |
| 2001年夏ツアー「Hello! Project 2001 TOGETHER! サマーパーティー!」                                     |                                                              |                                                              |                                                              |
| Hello! Project 2001 TOGETHER! SUMMER PARTY                                                            | 2001年9月28日                                                | 竹書房                                                       | 4-812407974                                                  |
| 2002年冬ツアー「Hello! Project 2002 〜今年もすごいぞ〜」                                              |                                                              |                                                              |                                                              |
| Hello! Project 2002 Perfect Harmony!                                                                  | 2002年3月27日                                                | 竹書房                                                       | 4-812408903                                                  |
| Hello! Project 2002 Perfect Smile - Super Fine Photo Book                                             | 2002年4月24日                                                | 竹書房                                                       | 4-812409063                                                  |
| 2002年夏ツアー「Hello! Project 2002 〜ONE HAPPY SUMMER DAY〜」                                        |                                                              |                                                              |                                                              |
| Hello! Project 2002 Happy Dream - Super Fine Photo Book2                                              | 2002年8月28日                                                | 竹書房                                                       | 4-81240990X                                                  |
| Hello! Project 2002 みんな幸せにな〜れっ! 前編-One Happy Summer Day                                   | 2002年9月                                                    | 竹書房                                                       | 4-812410037                                                  |
| Hello! Project 2002 みんな幸せにな〜れっ! 後編-One Happy Summer Day                                   | 2002年9月                                                    | 竹書房                                                       | 4-812410045                                                  |
| 2003年冬ツアー「Hello! Project 2003 Winter 〜楽しんじゃってます!〜」                                  |                                                              |                                                              |                                                              |
| Hello! Project 2003 ほらネ!あいしてるっ - スーパーフォトブック                                        | 2003年3月13日                                                | 竹書房                                                       | 4-812411610                                                  |
| Hello! Project 2003 楽しんじゃってます!                                                               | 2003年4月3日                                                 | 竹書房                                                       | 4-812411734                                                  |
| 2003年夏ツアー「Hello! Project 2003 夏 〜よっしゃ!ビックリサマー!〜」                                 |                                                              |                                                              |                                                              |
| みんな、ありがと。Hello! Project 2003 夏 よっしゃ!ビッグリサマー!!完全保存版スーパーレビュー          | 2003年8月                                                    | 竹書房                                                       | 4-812413265                                                  |
| モーニング娘。in Hello! Project 2003                                                                  | 2003年9月30日                                                | 竹書房                                                       | 4-812413710                                                  |
| 後藤真希 in Hello! Project 2003                                                                       | 2003年9月30日                                                | 竹書房                                                       | 4-812413680                                                  |
| 松浦亜弥 in Hello! Project 2003                                                                       | 2003年9月30日                                                | 竹書房                                                       | 4-812413699                                                  |
| メロン記念日 in Hello! Project 2003                                                                   | 2003年9月30日                                                | 竹書房                                                       | 4-812413702                                                  |
| ミニモニ。in Hello! Project 2003                                                                      | 2003年9月30日                                                | 竹書房                                                       | 4-812413672                                                  |
| 2004年冬ツアー「Hello! Project 2004 Winter 〜C'MON! ダンスワールド〜」                                |                                                              |                                                              |                                                              |
| みんな、あったかいね。Hello! Project 2004 Winter C'MON! ダンスワールド 「完全保存版」スーパーレビュー | 2004年2月20日                                                | 竹書房                                                       | 4-812415586                                                  |
| Hello! Project 2004 winter 写真集 モーニング娘。                                                      | 2004年3月13日                                                | 竹書房                                                       | 4-812415985                                                  |
| Hello! Project 2004 winter 写真集 後藤真希                                                            | 2004年3月13日                                                | 竹書房                                                       | 4-812415950                                                  |
| Hello! Project 2004 winter 写真集 松浦亜弥                                                            | 2004年3月13日                                                | 竹書房                                                       | 4-812415969                                                  |
| Hello! Project 2004 winter 写真集 メロン記念日                                                        | 2004年3月13日                                                | 竹書房                                                       | 4-812415977                                                  |
| Hello! Project 2004 winter 写真集 ミニモニ。とカントリー娘。に紺野と藤本（モーニング娘。）            | 2004年3月13日                                                | 竹書房                                                       | 4-812415942                                                  |
| 2004年夏ツアー「Hello! Project 2004 Summer 〜夏のドーン〜」                                           |                                                              |                                                              |                                                              |
| Hello! Project 2004 summer 夏のドーン!-「完全保存版」スーパーレビュー                                 | 2004年9月1日                                                 | 竹書房                                                       | 4-812418151                                                  |
| Hello! Project 2004 summer 写真集 モーニング娘。                                                      | 2004年9月28日                                                | 竹書房                                                       | 4-812418356                                                  |
| Hello! Project 2004 summer 写真集 安倍なつみ                                                          | 2004年9月28日                                                | 竹書房                                                       | 4-812418364                                                  |
| Hello! Project 2004 summer 写真集 後藤真希                                                            | 2004年9月28日                                                | 竹書房                                                       | 4-812418372                                                  |
| Hello! Project 2004 summer 写真集 松浦亜弥                                                            | 2004年9月28日                                                | 竹書房                                                       | 4-812418380                                                  |
| Hello! Project 2004 summer 写真集 メロン記念日                                                        | 2004年9月28日                                                | 竹書房                                                       | 4-812418399                                                  |
| 2005年冬ツアー「Hello! Project 2005 Winter 〜A HAPPY NEW POWER!〜」                                   |                                                              |                                                              |                                                              |
| Hello! Project 2005 winter オールスターズ大乱舞-A HAPPY NEW POWER!飯田圭織卒業スペシャル              | 2005年3月16日                                                | 竹書房                                                       | 4-812420776                                                  |
| Hello! Project 2005 Winter A HAPPY NEW POWER! HAPPY BOX 紅組                                          | 2005年3月16日                                                | 竹書房                                                       | 4-812420784                                                  |
| Hello! Project 2005 Winter A HAPPY NEW POWER! HAPPY BOX 白組                                          | 2005年3月16日                                                | 竹書房                                                       | 4-812420792                                                  |
| 2005年夏ツアー「Hello! Project 2005 夏の歌謡ショー 〜'05 セレクション! コレクション!〜」              |                                                              |                                                              |                                                              |
| Hello! Project 2005 NATSU NO KAYO SHOW '05 SELECTION! COLLECTION!                                     | 2005年9月9日                                                 | 大誠社                                                       | 4-902577011                                                  |
| モーニング娘。in Hello! Project 2005 夏の歌謡ショー-'05 セレクション! コレクション!-                  | 2005年9月22日                                                | 大誠社                                                       | 4-90257702X                                                  |
| 松浦亜弥+カントリー娘。in Hello! Project 2005 夏の歌謡ショー-'05 セレクション! コレクション!-         | 2005年10月11日                                               | 大誠社                                                       | 4-902577038                                                  |
| W+美勇伝 in Hello! Project 2005 夏の歌謡ショー-'05 セレクション! コレクション!-                       | 2005年10月11日                                               | 大誠社                                                       | 4-902577046                                                  |
| 安倍なつみ+Berryz工房 in Hello! Project 2005 夏の歌謡ショー-'05 セレクション! コレクション!-          | 2005年10月25日                                               | 大誠社                                                       | 4-902577054                                                  |
| 後藤真希+メロン記念日 in Hello! Project 2005 夏の歌謡ショー-'05 セレクション! コレクション!-          | 2005年10月25日                                               | 大誠社                                                       | 4-902577062                                                  |
| 2006年冬ツアー「Hello! Project 2006 Winter 〜ワンダフルハーツ&エルダークラブ〜」                      |                                                              |                                                              |                                                              |
| Hello! Project 2006 Winter 〜全員集GO!〜完全保存版スーパーレビュー                                    | 2006年3月10日                                                | 竹書房                                                       | 4-812426154                                                  |
| モーニング娘。in Hello! Project 2006 Winter                                                           | 2006年4月7日                                                 | 竹書房                                                       | 4-812426758                                                  |
| 安倍なつみ&美勇伝 in Hello! Project 2006 Winter                                                       | 2006年4月7日                                                 | 竹書房                                                       | 4-812426774                                                  |
| 後藤真希&松浦亜弥 in Hello! Project 2006 Winter                                                       | 2006年4月7日                                                 | 竹書房                                                       | 4-812426766                                                  |
| 2006年夏ツアー「Hello! Project 2006 Summer 〜ワンダフルハーツランド〜」                               |                                                              |                                                              |                                                              |
| Hello! Project 2006 Summer 〜Wonderful Hearts Land〜                                                  | 2006年8月31日                                                | 竹書房                                                       | 4-812428831                                                  |
| モーニング娘。in Hello! Project 2006 Summer                                                           | 2006年9月21日                                                | 竹書房                                                       | 4-812428963                                                  |
| Berryz工房&℃-ute in Hello! Project 2006 Summer                                                        | 2006年9月21日                                                | 竹書房                                                       | 4-812428971                                                  |
| 決定! ハロ☆プロ アワード'09 〜エルダークラブ卒業記念スペシャル〜 Hello! Project 2009 Winter           |                                                              |                                                              |                                                              |
| Hello! Project Winter 2009 コンプリートLIVE写真集「エルダークラブ卒業スペシャル」                     | 2009年3月18日                                                | 東京ニュース通信社                                           | 978-4863360464                                               |
| Hello! Project 2010 WINTER 歌超風月 モベキマス!&シャッフルデート                                      |                                                              |                                                              |                                                              |
| Hello! Project 2010 WINTER 歌超風月 モベキマス!&シャッフルデート                                      | 2010年5月15日                                                | ワニブックス                                                 | 978-4847042652                                               |
| 2011年ハロー!プロジェクト正月ライブBOOK『Hello! Project 2011 WINTER〜歓迎新鮮まつり〜』               |                                                              |                                                              |                                                              |
| 2011年ハロー!プロジェクト正月ライブBOOK『Hello! Project 2011 WINTER〜歓迎新鮮まつり〜』               | 2011年4月8日                                                 | ワニブックス                                                 | 978-4-8470-4369-7                                            |
| Hello! Project 2012 WINTER ハロ☆プロ天国 ライブ写真集 〜ロックちゃん&ファンキーちゃん〜               |                                                              |                                                              |                                                              |
| Hello! Project 2012 WINTER ハロ☆プロ天国 ライブ写真集 〜ロックちゃん&ファンキーちゃん〜               | 2012年3月30日                                                | ワニブックス                                                 | 978-4847044526                                               |

#### 手作り写真集（みんな大好きシリーズ）
2002年冬コンサート以降、メンバーによる手作り写真集が出版されている。

#### アロハロ! シリーズ（ラブハロ! ・ハロハロ! シリーズ）
ハロー!プロジェクトのグループやメンバーの写真集とDVD（一部作品はVHSも）がセットになったシリーズ

#### ハロー!チャンネル
公式ムック。2010年4月にvol.1を出版。

#### Hello! Project BEST SHOT!!
公式ムック。Vol.13まではハロー!プロジェクト以外のタレントも掲載されていたが、Vol.14よりハロー!プロジェクトのタレントのみの掲載となり、Vol.15よりタイトルにも「Hello! Project」が含まれるようになった。
- BEST SHOT!! Vol.14（2005年3月23日、ワニブックス）ISBN 978-4-8470-2850-2
- Hello! Project BEST SHOT!! vol.15（2006年3月31日、ワニブックス）ISBN 978-4-8470-2920-2
- Hello! Project BEST SHOT!! vol.16（2007年2月1日、ワニブックス）ISBN 978-4-8470-2996-7
- Hello! Project BEST SHOT!! vol.17（2009年3月25日、ワニブックス）ISBN 978-4-8470-4163-1
- Hello! Project BEST SHOT!!春 vol.18（2010年3月24日、ワニブックス）ISBN 978-4-8470-4263-8
- Hello! Project BEST SHOT!! VOL.19（2012年3月28日、ワニブックス）ISBN 978-4-8470-4449-6
- Hello! Project BEST SHOT!! VOL.20（2013年3月18日、ワニブックス）ISBN 978-4-8470-4539-4
- Hello! Project BEST SHOT!! VOL.21（2014年1月25日、ワニブックス）ISBN 978-4-8470-4621-6
- Hello! Project BEST SHOT!! VOL.22（2015年3月28日、ワニブックス）ISBN 978-4-8470-4747-3
- Hello! Project BEST SHOT!! Vol.23（2016年3月15日、ワニブックス）ISBN 978-4-8470-4829-6
- Hello! Project BEST SHOT!! Vol.24（2021年9月14日、ワニブックス）ISBN 978-4-8470-8376-1
- Hello! Project BEST SHOT!! Vol.25（2022年10月3日、ワニブックス）ISBN 978-4-8470-8454-6
- Hello! Project BEST SHOT!! Vol.26（2024年2月7日、ワニブックス）ISBN 978-4-8470-8544-4
- Hello! Project BEST SHOT!! Vol.27（2024年3月27日、ワニブックス）ISBN 978-4-8470-8596-3

#### ハロ通 PHOTOBOOK（旧・ファミハロ!PHOTOBOOK）
『週刊ファミ通』でのハロー!プロジェクトの連載の未掲載カットを中心に構成したオムニバス写真集。
- ファミハロ!PHOTOBOOK（2018年5月26日、オデッセー出版）
- ファミハロ!PHOTOBOOK②（2019年4月27日、オデッセー出版）
- ハロ通 PHOTOBOOK①（2019年10月5日、オデッセー出版）
- ハロ通 PHOTOBOOK②（2021年5月8日、オデッセー出版）ISBN 978-4-908643-62-0
- ハロ通PHOTOBOOK③（2022年4月20日、オデッセー出版）ISBN 978-4-908643-75-0
- ハロ通PHOTOBOOK④（2023年5月15日、オデッセー出版）ISBN 978-4-908643-89-7
- ハロ通PHOTOBOOK⑤（2024年4月26日、オデッセー出版）ISBN 978-4-908643-99-6

#### ハロプロビジュアルフォトブック
2020年秋以降、定期的に出版されている。
- ハロプロビジュアルフォトブック2020 AUTUMN Vol.1（2020年9月9日、オデッセー出版）ISBN 978-4-908643-50-7
- ハロプロビジュアルフォトブック2020 AUTUMN Vol.2（2020年9月9日、オデッセー出版）ISBN 978-4-908643-51-4
- ハロプロビジュアルフォトブック2020 AUTUMN Vol.3（2020年9月9日、オデッセー出版）ISBN 978-4-908643-52-1
- ハロプロビジュアルフォトブック2021 SPRING Vol.4（2021年4月10日、オデッセー出版）ISBN 978-4-908643-58-3
- ハロプロビジュアルフォトブック2021 SPRING Vol.5（2021年4月10日、オデッセー出版）ISBN 978-4-908643-59-0
- ハロプロビジュアルフォトブック2021 SPRING Vol.6（2021年4月10日、オデッセー出版）ISBN 978-4-908643-60-6
- ハロプロビジュアルフォトブック2021 Autumn Vol.7（2021年11月10日、オデッセー出版）ISBN 978-4-908643-65-1
- ハロプロビジュアルフォトブック2021 Autumn Vol.8（2021年11月10日、オデッセー出版）ISBN 978-4-908643-66-8
- ハロプロビジュアルフォトブック2021 Autumn Vol.9（2021年11月10日、オデッセー出版）ISBN 978-4-908643-67-5
- ハロプロビジュアルフォトブック2021 New Season Vol.10（2021年11月17日、オデッセー出版）ISBN 978-4-908643-68-2
- ハロプロビジュアルフォトブック2022 Autumn Vol.11(モーニング娘。'22 & OCHA NORMA)（2022年10月31日、オデッセー出版）ISBN 978-4-908643-82-8
- ハロプロビジュアルフォトブック 2022 Autumn Vol.12(アンジュルム & BEYOOOOONDS)（2022年10月31日、オデッセー出版）ISBN 978-4-908643-83-5
- ハロプロビジュアルフォトブック 2022 Autumn Vol.13(Juice=Juice & つばきファクトリー)（2022年10月31日、オデッセー出版）ISBN 978-4-908643-84-2

#### その他
- Hello! Project Special - GIRLPOP presents（2000年1月 ソニー・マガジンズ）ISBN 4-789792986
- HELLO! PROJECT SPORTS FESTIVAL 2003速報（2003年12月1日 産経新聞）
- ハロプロメンバーと楽しむ「SATOYAMA ガイドBOOK」（2013年3月2日、東京ニュース通信社）ISBN 978-4863362994

### 楽譜集
- ピアノソロ メガヒッツ13 モーニング娘。／タンポポ／太陽とシスコムーン（1999年11月17日 ミュージックランド）ISBN 4-896381610
- ピアノソロ メガヒッツ17 椎名林檎/モーニング娘。（2000年2月24日 ミュージックランド）ISBN 4-896381688
- ピアノソロ メガヒッツ30 モーニング娘。／ミニモニ。／プッチモニ／タンポポ（2002年5月10日 ミュージックランド）ISBN 4-896387368
- ベスト・アーティスト1 モーニング娘。／松浦亜弥（2003年3月31日 ミュージックランド）ISBN 4-896387767
- ベスト・アーティスト6 モーニング娘。／松浦亜弥（2003年8月18日 ミュージックランド）ISBN 4-896387872

### 雑誌連載

#### 連載中
- ハロプロ スッペシャ～ル『CDジャーナル』（2012年3月号 - 、音楽出版社）
- my favorite box → my favorite playlist → my best scene『月刊HMV』→『月刊ローチケHMV』（2014年2月号 - ）
- ハロラボ!!『B.L.T.』（2016年4月号 - 、東京ニュース通信社）
- MONTHLY ハロ通『週刊ファミ通』（2018年5月10日発売号 - 、KADOKAWA）

#### 過去の連載
- 100%ハロプロ（全175回）『週刊TVガイド』（2003年 - 2007年8月3日、東京ニュース通信社）
- Hello! iPhone Project『MacPeople』（2011年4月発売号 - 2013年6月発売号、アスキー・メディアワークス）
- ハロー!プロジェクトなう。『B.L.T.』（2012年2月号 - 2015年12月、東京ニュース通信社）
- ハロプロチャレンジリレー連載!! mini SPORTS『mini』（2016年9月号 - 2017年3月号、宝島社）
- ハロー!プロジェクト誕生20周年記念連載「ハロ!愛」『月刊ザテレビジョン』（2017年12月号 - 2019年6月号、KADOKAWA）

### 新聞連載
- 〇〇ガール（2015年3月3日 - 終了時期不明、東京スポーツ） - 毎週火曜日掲載

### Web連載
- VOCE×ハロプロビューティプロジェクト（2021年7月27日 - 、講談社）

### 書籍

#### ハロプロまるわかりBOOK
- ハロプロまるわかりBOOK 2015 SUMMER（2015年7月11日、オデッセー出版）
- ハロプロまるわかりBOOK 2016 WINTER（2016年1月2日、オデッセー出版）
- ハロプロまるわかり四字熟語（2016年3月19日、オデッセー出版）
- ハロプロまるわかりBOOK 2016 SUMMER（2016年7月16日、オデッセー出版）
- ハロプロまるわかりBOOK 2017 WINTER（2017年1月1日、オデッセー出版）
- ハロプロまるわかりBOOK 2017 SUMMER（2017年7月15日、オデッセー出版）
- ハロプロまるわかりBOOK 2018 WINTER（2018年1月1日、オデッセー出版）
- ハロプロまるわかりBOOK 2019 WINTER（2019年1月2日、オデッセー出版）
- ハロプロまるわかりBOOK 2019 SUMMER（2019年7月13日、オデッセー出版）
- ハロプロまるわかりBOOK 2020 WINTER（2020年1月1日、オデッセー出版）
- ハロプロまるわかりBOOK 2022 SPRING（2022年3月31日、オデッセー出版）ISBN 978-4-908643-74-3
- ハロプロまるわかりBOOK 2023 SPRING（2023年4月1日、オデッセー出版）ISBN 978-4-908643-87-3
- ハロプロまるわかりBOOK 2023 AUTUMN（2023年9月14日、オデッセー出版）ISBN 978-4-908643-93-4

#### COMPLETE BOOK
ハロー!プロジェクトのCD作品について、情報やレビューをまとめた書籍。
- Hello! Project COMPLETE SINGLE BOOK（2013年11月8日、音楽出版社）ISBN 978-4-8617-1109-1
- HELLO! PROJECT COMPLETE ALBUM BOOK（2015年3月18日、音楽出版社）ISBN 978-4-86171-134-3
- HELLO! PROJECT COMPLETE SINGLE BOOK 20th Anniversary Edition（2018年4月2日、音楽出版社）ISBN 978-4861711732

#### ハロプロ スッペシャ〜ル
音楽雑誌「CDジャーナル」で連載中のインタビュー連載記事『ハロプロ スッペシャ～ル』を一冊にまとめたムック。
- ハロプロ スッペシャ〜ル（2017年5月18日、音楽出版社）ISBN 978-4861711640
- ハロプロ スッペシャ～ル2017-2019（2022年10月11日、シーディージャーナル）ISBN 978-4-909774-20-0
- ハロプロ スッペシャ～ル2019-2022（2022年10月11日、シーディージャーナル）ISBN 978-4-909774-21-7

#### その他
- 『天空のレストラン ハロー!プロジェクトヴァージョンいい感じ!レシピブック』（2001年3月1日、メディアファクトリー）ISBN 4-840102724
- 『アイドルをさがせ!公式BOOK』（2001年7月19日、メディアファクトリー）ISBN 4-840103267
- ハロー!プロジェクトファンクラブ編『ハロー!プロジェクト大百科』ハロー!プロジェクト公式ガイドブック（2004年2月13日、メディアファクトリー）ISBN 4-840110301

## ファンクラブ限定CD
モーニング娘。メンバーソロCD
2001年2月にバレンタイン企画として発売された
- 中澤裕子
  - ゆ・う・わ・く（作詞・作曲：つんく 編曲：野村義男）
- 安倍なつみ
  - 真夏の誕生日（作詞・作曲：つんく 編曲：米光亮）
- 飯田圭織
  - あなたの髪の香り（作詞・作曲：つんく 編曲：米光亮）
- 矢口真里
  - マリンスポーツ!（作詞・作曲：つんく 編曲：米光亮）
- 保田圭
  - LOVE -計算チガイ-（作詞・作曲：つんく 編曲：野村義男）
- 後藤真希
  - ごちゃまぜLOVE（作詞・作曲：つんく 編曲：米光亮）
- 石川梨華
  - 理解して!＞女の子（作詞・作曲：つんく 編曲：野村義男）
- 吉澤ひとみ
  - 「よして、よして…」（作詞・作曲：つんく 編曲：野村義男）
- 加護亜依
  - 恋愛ってなあに?（作詞・作曲：つんく 編曲：米光亮）
- 辻希美
  - NON STOP （作詞・作曲：つんく 編曲：米光亮）

その他CD
- CD-R「ハロプロ環境かるた」（2005年10月8日）
- DEF.DIVAと楽天イーグルス応援隊「LET'S GO 楽天イーグルス」（2006年3月25日）
- ℃-uteイベント会場限定シングル第1弾「まっさらブルージーンズ」（2006年5月6日）
- ℃-uteイベント会場限定シングル第2弾「即 抱きしめて」（2006年6月3日）
- メロン記念日「お願い魅惑のターゲット/Crazy Happy!」（2006年6月10日）
- ℃-uteイベント会場限定シングル第3弾「大きな愛でもてなして」（2006年7月9日）
- ℃-uteイベント会場限定シングル第4弾「わっきゃない(Z)」（2006年7月29日）
- ともいき・木を植えたい シングル「みんなの木」（2006年9月16日）
- ℃-ute Christmas Special CD〜キューティーぐだぐだクリスマス〜（2006年12月16日）
- きらり10代! 名作をよもう 朗読CD（2007年2月10日）
- GAM「ダイスキ楽天イーグルス」（2007年3月24日）
- Berryz工房「サクラハラクサ」「桜→入学式」（2007年4月1日）
- 中澤裕子CD「SONG&MONOLOGUES…季節の物語〜聞きたいこと〜」（2007年6月19日）

## ハロプロフォトカード
ハロー!プロジェクトの7周年記念企画として、2004年夏 - 2005年春にハロー!プロジェクト所属のアーティストが出すCDやDVDの初回盤と通常盤の初回出荷分のみに一連の番号を振られたハロプロフォトカードという名称のカードが全部で144種類添付された。初回盤のあるものについては初回盤と通常盤の初回出荷分とで異なったカードが添付されていた。通常は1つの商品に1枚のカードが添付されていたが、アルバムや初回盤については複数枚のカードが添付されているものもあった。
2005年夏以後、ハロープロジェクト所属のアーティストが出すCDやDVDこのカードが添付されなくなってからも「モーニング娘。フォトカード」「松浦亜弥フォトカード」等のアーティスト別の名称の付いたほぼ同様の規格を持ったカードが添付されている。ただし、一連の番号は付されていない。またカードを添付していない商品もある。
| 番号      | 作品名                                                                                        | 発売日         |
| --------- | --------------------------------------------------------------------------------------------- | -------------- |
| 001       | 第二章〜強がり〜（中澤裕子）                                                                  | 2004年7月22日  |
| 002 - 007 | 女子かしまし物語（モーニング娘。）                                                            | 2004年7月22日  |
| 008       | シングルV・女子かしまし物語（モーニング娘。）                                                 | 2004年7月22日  |
| 009       | それゆけ!ゴロッキーズ 〜ハッピーライフ〜 上巻                                                 | 2004年7月22日  |
| 010       | それゆけ!ゴロッキーズ 〜ハッピーライフ〜 下巻                                                 | 2004年7月22日  |
| 011       | セクシー女塾〜怒涛のセクシー試練・その歴史〜上巻                                              | 2004年8月4日   |
| 012       | セクシー女塾〜怒涛のセクシー試練・その歴史〜下巻                                              | 2004年8月4日   |
| 013       | ドアの向こうでBellが鳴ってた（飯田圭織）                                                      | 2004年7月28日  |
| 014       | 安倍なつみ モーニング娘。卒業メモリアル                                                       | 2004年7月28日  |
| 015       | シングルV・YOUR SONG〜青春宣誓〜（松浦亜弥）                                                  | 2004年7月14日  |
| 016       | ハロー!モーニング。ハロモニ。劇場 Vol.6 「駅前交番物語」                                      | 2004年7月28日  |
| 017       | ハロー!モーニング。ハロモニ。劇場 Vol.7 「駅前交番物語 特別編」                               | 2004年7月28日  |
| 018       | シャイニング 愛しき貴方（カントリー娘。に紺野と藤本（モーニング娘。））                       | 2004年8月4日   |
| 019       | アロハロ! 後藤真希DVD                                                                         | 2004年8月4日   |
| 020 - 025 | 恋のテレフォン GOAL（安倍なつみ）                                                             | 2004年8月4日   |
| 026       | シングルV・恋のテレフォン GOAL（安倍なつみ）                                                  | 2004年8月11日  |
| 027       | 松浦亜弥コンサートツアー2004春 〜私と私とあなた〜                                             | 2004年8月11日  |
| 028       | ロボキッス（W）                                                                               | 2004年10月14日 |
| 029       | モーニング娘。主演2004年ミュージカル HELP!!熱っちぃ地球を冷ますんだっ。DVD                    | 2004年8月25日  |
| 030       | ハピネス〜幸福歓迎!〜（Berryz工房）                                                           | 2004年8月25日  |
| 031       | シングルV・ハピネス〜幸福歓迎!〜（Berryz工房）                                                | 2004年9月8日   |
| 032       | 後藤真希コンサートツアー2004春〜真金色に塗っちゃえ!〜                                         | 2004年9月15日  |
| 033       | 恋のヌケガラ（美勇伝）                                                                        | 2004年9月23日  |
| 034       | 西新宿で逢ったひと（前田有紀）                                                                | 2004年9月23日  |
| 035       | 新サイボーグしばたっ!!DVD                                                                     | 2004年9月29日  |
| 036 - 041 | 恋愛戦隊シツレンジャー（後浦なつみ）                                                          | 2004年10月6日  |
| 042       | Hello! Project 2004 SUMMER 〜夏のド〜ン!〜                                                    | 2004年10月6日  |
| 043       | イベントV・恋のヌケガラ（美勇伝）                                                             | 2004年10月6日  |
| 044       | 恋のフーガ（W）                                                                               | 2005年2月9日   |
| 045       | Wの映像の世界Vol.1（W PV集DVD）                                                               | 2004年10月14日 |
| 046 - 051 | 渡良瀬橋（松浦亜弥）                                                                          | 2004年10月20日 |
| 052       | シャンパンの恋（メロン記念日）                                                                | 2004年10月27日 |
| 053       | 安倍なつみファーストコンサートツアー 2004〜あなた色〜                                         | 2004年10月27日 |
| 054       | シングルV・恋愛戦隊シツレンジャー                                                             | 2004年10月27日 |
| 055 - 060 | 涙が止まらない放課後（モーニング娘。）                                                        | 2004年11月3日  |
| 061       | シングルV・涙が止まらない放課後（モーニング娘。）                                             | 2004年11月3日  |
| 062       | 恋の呪縛（Berryz工房）                                                                        | 2004年11月10日 |
| 063       | シングルV・渡良瀬橋（松浦亜弥）                                                               | 2004年11月10日 |
| 064 - 069 | THE マンパワー!!!（モーニング娘。）                                                           | 2005年1月19日  |
| 070 - 075 | さよなら「友達にはなりたくないの」（後藤真希）                                                | 2004年11月17日 |
| 076       | シングルV・さよなら「友達にはなりたくないの」（後藤真希）                                     | 2004年11月17日 |
| 077       | シングルV・THE マンパワー!!!（モーニング娘。）                                                | 2005年1月19日  |
| 078       | アロハロ!モーニング娘。DVD〜モーニング゛娘。のハワイトライアル!〜                             | 2004年11月3日  |
| 079       | シングルV・恋のフーガ（W）                                                                    | 2005年2月23日  |
| 080       | 2004夏 ファーストコンサートツアー 〜Wスタンバイ!ダブルユー&ベリーズ工房!                      | 2004年11月17日 |
| 081       | メロン記念日 ライブツアー2004夏〜極上メロン〜                                                 | 2004年11月26日 |
| 082       | THE 二枚目（メロン記念日）                                                                    | 2004年12月1日  |
| 083       | 松浦亜弥コンサートツアー2004秋 〜◇松クリスタル◇代々木スペシャル〜                             | 2004年12月1日  |
| 084       | 愛の第6感（モーニング娘。）                                                                   | 2004年12月8日  |
| 085       | モーニング娘。コンサートツアー2004『The Best of Japan 夏〜秋'04』                             | 2004年12月8日  |
| 086       | それゆけ!ゴロッキーズ 〜ハッピーライフ〜EXTRA                                                 | 2004年12月8日  |
| 087       | セクシー女塾〜怒涛のセクシー試練・その歴史〜EXTRA                                             | 2004年12月8日  |
| 088       | Berryz工房シングルVクリップス 1                                                               | 2004年12月15日 |
| 089       | プッチベストDVD                                                                               | 2004年12月15日 |
| 090       | プッチベスト2DVD                                                                              | 2004年12月15日 |
| 091       | プッチベスト3DVD                                                                              | 2004年12月15日 |
| 092       | プッチベスト5DVD                                                                              | 2004年12月15日 |
| 093       | プッチペスト5                                                                                 | 2004年12月22日 |
| 094       | アヴニール〜未来〜（飯田圭織）                                                                | 2004年12月29日 |
| 095       | 後藤真希コンサートツアー2004秋〜あゝ真希の調べ〜                                              | 2005年1月26日  |
| 096       | 愛の意味を教えて!                                                                             | 2005年5月18日  |
| 097       | 肉体は正直なEROS（メロン記念日）                                                              | 2005年2月9日   |
| 098 - 100 | 3rdステーション（後藤真希）                                                                   | 2005年2月23日  |
| 101 - 106 | ずっと 好きでいいですか（松浦亜弥）                                                           | 2005年2月23日  |
| 107       | シングルV・愛の意味を教えて!（W）                                                             | 2005年6月18日  |
| 108       | カッチョイイゼ! JAPAN（美勇伝）                                                               | 2005年3月2日   |
| 109 - 111 | 2nd W（W）                                                                                    | 2005年3月2日   |
| 112       | シングルV・ずっと好きでいいですか（松浦亜弥）                                                 | 2005年3月2日   |
| 113 - 120 | モーニング娘。1st〜8thシングル再版                                                            | 2005年3月2日   |
| 121       | シングルV・カッチョイイゼ! JAPAN（美勇伝）                                                    | 2005年3月9日   |
| 122       | Hello! Project 2005 Winter オールスターズ大乱舞 〜A HAPPY NEW POWER! 飯田圭織卒業スペシャル〜 | 2005年3月16日  |
| 123       | 松浦亜弥ベスト1（松浦亜弥）                                                                   | 2005年3月24日  |
| 124       | 映像ザ・モーニング娘。3〜シングルMクリップス〜（モーニング娘。PV集）                          | 2005年3月24日  |
| 125       | 二人ゴト〜○○とあなた〜総集編 Vol.1                                                            | 2005年3月24日  |
| 126       | 二人ゴト〜○○とあなた〜総集編 Vol.2                                                            | 2005年3月24日  |
| 127       | スッペシャル ジェネレ〜ション（Berryz工房）                                                   | 2005年3月30日  |
| 128 - 133 | 夢ならば（安倍なつみ）                                                                        | 2005年4月20日  |
| 134       | シングルV・スッペシャル ジェネレ〜ション（Berryz工房）                                        | 2005年4月20日  |
| 135 - 140 | 大阪 恋の歌（モーニング娘。）                                                                 | 2005年4月27日  |
| 141       | シングルV・大阪 恋の歌（モーニング娘。）                                                      | 2005年4月27日  |
| 142       | 二人ゴト〜○○とあなた〜総集編 Vol.3                                                            | 2005年4月27日  |
| 143       | 二人ゴト〜○○とあなた〜総集編 Vol.4                                                            | 2005年4月27日  |
| 144       | シングルV・夢ならば（安倍なつみ）                                                             | 2005年5月18日  |